# Antiga Grècia
L'antiga Grècia és el període de la història de Grècia que té gairebé un mil·lenni, fins a la mort d'Alexandre el Gran, també conegut com a Alexandre Magne, esdeveniment que marcaria el començament del període hel·lenístic subsegüent. Els antics grecs es troben en una civilització tricontinental, que inclou l'Orient Pròxim, Egipte i una petita àrea de l'Europa del Mediterrani oriental. L'antiga Grècia és considerada pels historiadors com el fonament de la cultura occidental. La cultura grega va tenir una influència poderosa en l'Imperi Romà, que en portaria la seva versió a diverses parts d'Europa. La cultura grega és una de les bases de la cultura occidental, sobre la qual ha influït i continua influint, fins i tot en la llengua, la política, els sistemes educatius, la filosofia, la ciència, l'art i l'arquitectura del món modern, estimulant el Renaixement de l'Europa occidental i durant els ressorgiments neoclàssics dels segles xviii i xix a Europa i a Amèrica.
Aquest període es divideix historiogràficament en la Grècia arcaica, la Grècia clàssica i la Grècia hel·lenística.

## Àrea geogràfica

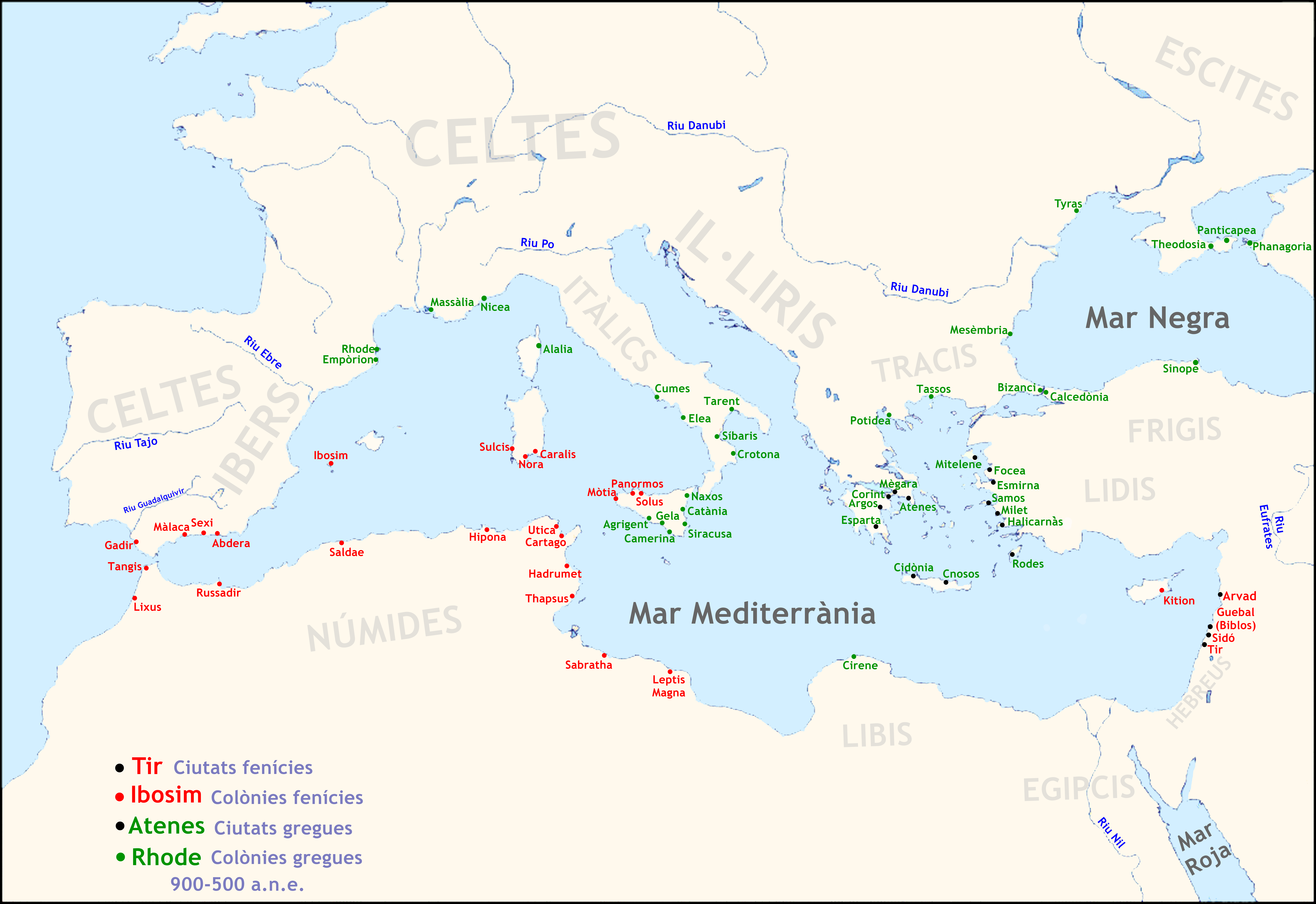
Principals colònies gregues durant el període arcaic

L'antiga Grècia és un terme utilitzat per a referir-se al món de parla grega de l'antiguitat. Es refereix no sols a la península geogràfica de la Grècia moderna, sinó també a totes les àrees de la cultura grega que foren colonitzades pels grecs:
- Xipre, Creta i les illes de la mar Egea
- Costa occidental d'Anatòlia (anomenada Jònia)
- Costa sud de la mar Negra (anomenada Pont Euxí)
- Sicília i el sud de la península Itàlica (regió coneguda com la Magna Grècia)
- Diversos assentaments i colònies dels actuals estats d'Albània i Bulgària
- Egipte
- Costa mediterrània de l'actual estat francès
- Líbia
- Costa mediterrània de la península Ibèrica
- Península de Crimea i costa nord de la mar Negra
- Posteriorment també l'Imperi persa, després de les conquestes d'Alexandre el Gran

## Orígens i cronologia
Es creu que el poble grec immigrà al sud cap a la península Balcànica en diverses onades al final del tercer mil·lenni aC, l'última de les quals seria la invasió dòrica. El període del 1600 al 1100 aC és el període de la civilització micènica, coneguda per la Guerra de Troia encapçalada pel rei Agamèmnon, segons els relats èpics d'Homer. El període del 1100 aC al 700 aC és conegut com l'edat fosca, perquè no n'ha sobreviscut cap text primari i molt poques restes arqueològiques. Els texts secundaris i terciaris, com ara les històries d'Heròdot, la descripció de Grècia de Pausànies, la biblioteca de Diodor de Sicília i les cròniques de sant Jeroni, contenen breus cronologies i llistes de reis que haurien governat durant aquest període. La història de la Grècia antiga acaba amb la fi del regnat d'Alexandre el Gran, que hauria mort el 323 aC. Els esdeveniments subsegüents es descriuen com la Grècia hel·lenística, que acabaria amb la conquesta dels territoris grecs per part de Roma, encara que, per a altres historiadors, per la seva influència en l'Imperi romà, acabaria amb l'acceptació del cristianisme com a religió oficial de l'imperi.
Així doncs, la historiografia divideix la història de l'antiga Grècia en els períodes següents:
- Període arcaic: des de la fundació dels primers estats grecs. Al principi, hi ha l'edat heroica, que coneixem per la mitologia grega, després un període del qual en sabem molt poc i, finalment, l'època pròpiament històrica.
- Període clàssic: des de les guerres mèdiques. Hi destaquen les guerres mèdiques, la Guerra del Peloponès i les guerres macedòniques (dirigides primer per Filip II de Macedònia i després pel seu fill Alexandre el Gran).
- Període hel·lenístic: des de la mort d'Alexandre el Gran fins a la conquesta de Grècia per part de Roma.

La majoria dels historiadors i polítics grecs les obres dels quals han sobreviscut, principalment Heròdot, Tucídides, Xenofont, Demòstenes, Plató i Aristòtil, eren atenesos o proatenesos. Per això, sabem molt més de la història i política d'Atenes que no pas de cap altra ciutat grega. Les obres d'aquests escriptors, a més, es concentren sobretot en la història política, militar i diplomàtica, i sovint ignoren la història social i econòmica. Les històries de l'antiga Grècia han de superar aquestes restriccions amb l'arqueologia i altres eines de la historiografia.

## Èpoques
La primera època o l'època arcaica va des del segle VII aC al segle vi aC i es caracteritza per l'aparició de ciutats estats o polis.

### El sorgiment de Grècia

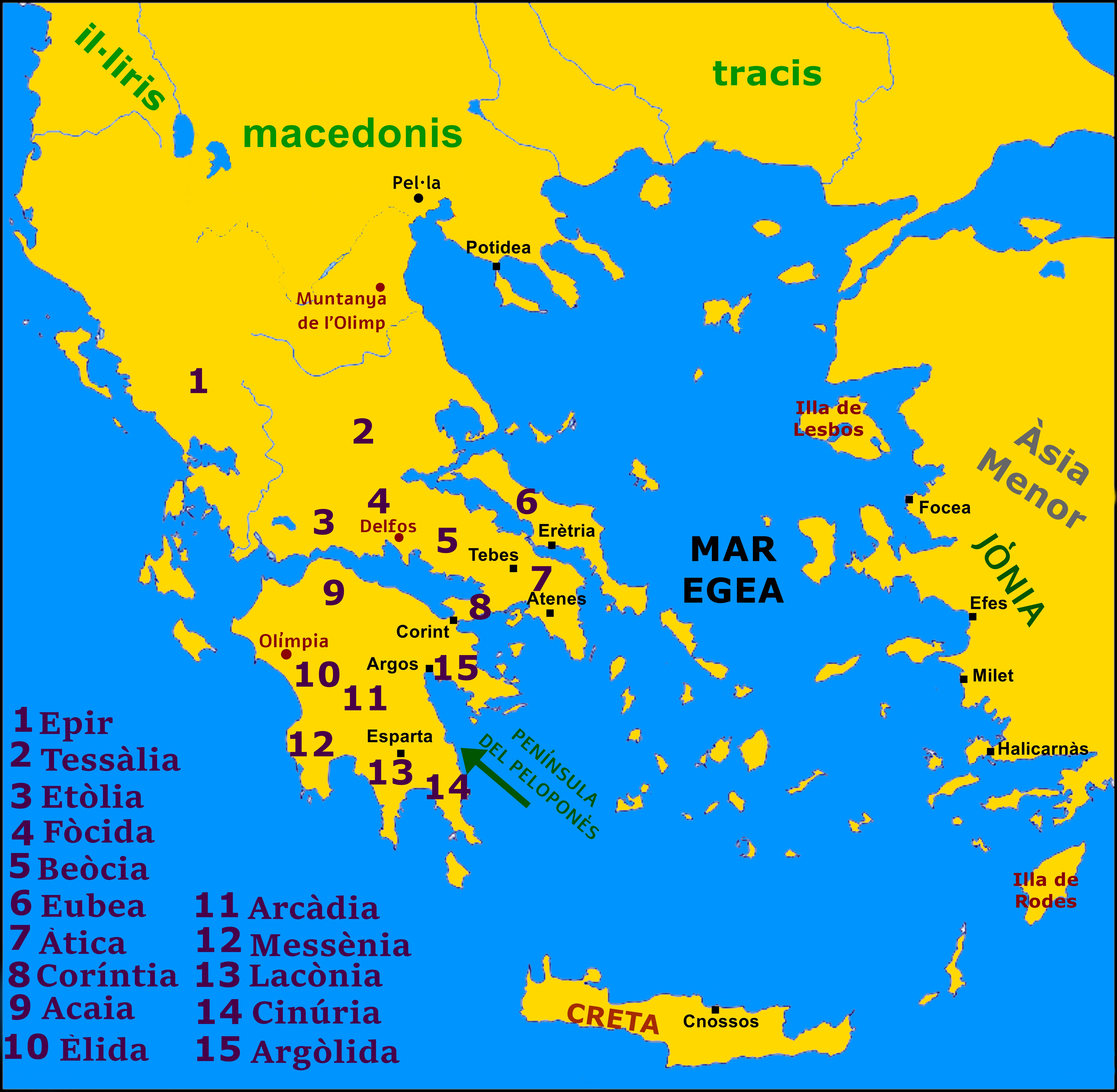
Principals territoris grecs

Durant el segle viii aC, Grècia comença a emergir de l'edat fosca grega que havia succeït la civilització micènica i la civilització minoica. L'alfabetisme s'havia perdut i l'escriptura micènica havia estat oblidada. Els grecs, però, van adaptar l'alfabet fenici al grec i començaren a realitzar escrits des del 800 aC. Grècia va ser dividida en petites comunitats autònomes, un patró imposat per la geografia de la península, on cada illa, vall i plana és separada dels seus veïns per aigua o muntanyes.
En progressar econòmicament, la població grega va començar a créixer més enllà de la seva capacitat agrícola de les terres de conreu disponibles. D'acord amb l'historiador Mogens Herman Hansen, la població grega s'incrementà de 700.000 a gairebé deu milions del 800 al 250 aC. Des del 750 aC, va començar un període de 250 anys d'expansió, en què els grecs van establir colònies en totes direccions. A l'est, la costa egea de l'Àsia Menor fou la primera a ser colonitzada; després va ser Xipre i les costes de Tràcia, el mar de Màrmara i la costa sud del mar Negre. Gradualment, la colonització grega a l'est arribà al territori de la Ucraïna actual. A l'oest les costes d'Albània, Sicília i el sud de la península Itàlica van ser colonitzades, així com les costes de França, Còrsega, i el nord-est de la península Ibèrica. Al sud, es van fundar colònies a Egipte i Líbia. Les ciutats actuals de Siracusa, Nàpols, Marsella i Istanbul van tenir els seus orígens com a ciutats gregues de Siracusa, Neapolis, Massilia i Bizanci.
Al segle vi aC, el món grec s'havia convertit en una àrea cultural i lingüística molt més gran que no pas l'àrea geogràfica de la Grècia actual. Les colònies gregues, encara que no eren unides políticament, mantenien llaços culturals, religiosos i comercials entre si. Els grecs, a casa seva i a les colònies, s'organitzaven com a comunitats independents i les ciutats, les polis, es van convertir en la unitat bàsica de govern grec.
Durant aquest període, es va produir un desenvolupament important en tot el món grec, acompanyat del creixement del comerç i la manufactura. També es va produir un millorament important dels estàndards de vida de la població general. Alguns estudis estimen que la grandària mitjana de les cases gregues va ser cinc vegades més gran el 300 aC que el 800 aC, la qual cosa suggereix un creixement en la renda mitjana de la població. Al segle iv aC, el món grec era el territori més desenvolupat i avançat del món. D'acord amb els historiadors econòmics, era una de les economies preindustrials més avançades. El salari diari d'un treballador grec era, en termes de grans (13 kg), més de quatre vegades més gran que no pas el salari d'un egipci (3 kg).

### Conflictes socials i polítics
Les ciutats gregues eren, originàriament, monarquies, encara que moltes n'eren massa petites i el terme basileus ('rei') dels seus governants pot ser confús. Sent una regió amb escassesa de terra per a llaurar, eren els terratinents els qui tenien el poder i els qui formaven una aristocràcia guerrera que s'involucrava en petites guerres internes i, així, van eliminar ràpidament la monarquia. Al mateix temps, el naixement d'una classe comerciant o mercantil (fita representada per la introducció de l'ús de la moneda, el 680 aC) va produir un conflicte de classes a les grans ciutats. Des del 650 aC, les aristocràcies havien de lluitar per no ser enderrocades i reemplaçades per líders populars aleshores anomenats tirans (tyranoi), una paraula sense el significat actual d'opressió dictatorial.
Per al segle vi aC, diverses ciutats ja havien emergit com a centres dominants dels afers grecs: Atenes, Esparta, Corint i Tebes. Cadascuna d'aquestes havia controlat les àrees rurals que les envoltaven; Atenes i Corint esdevindrien potències marítimes i comercials. Atenes i Esparta van tenir una rivalitat tal que dominarien tota l'antiga Grècia mitjançant aliances amb altres polis per aconseguir-ne l'hegemonia política i comercial. A Esparta, l'aristocràcia terratinent encara conservava el poder, i la constitució de Licurg, al voltant del 650 aC, afermà el seu poder i va donar a Esparta un règim militarista sota una monarquia dual. Esparta dominà les altres ciutats del Peloponès, llevat d'Argos i Acaia.
A Atenes, per contra, la monarquia havia estat abolida el 685 aC i les reformes de Soló van establir un sistema moderat de govern aristòcrata. Els aristòcrates van ser succeïts per la tirania de Pisístrat i els seus fills, que farien de la ciutat una potència naval i comercial. Quan els pisiatrides van ser enderrocats, Clístenes va establir la primera democràcia del món (500 aC), amb el poder compartit per una assemblea formada per tots els ciutadans barons. Cal esmentar, però, que només una minoria dels habitants eren ciutadans de ple dret: se n'excloïen les dones, els esclaus, les persones lliures i els no atenesos.

### Guerres mèdiques

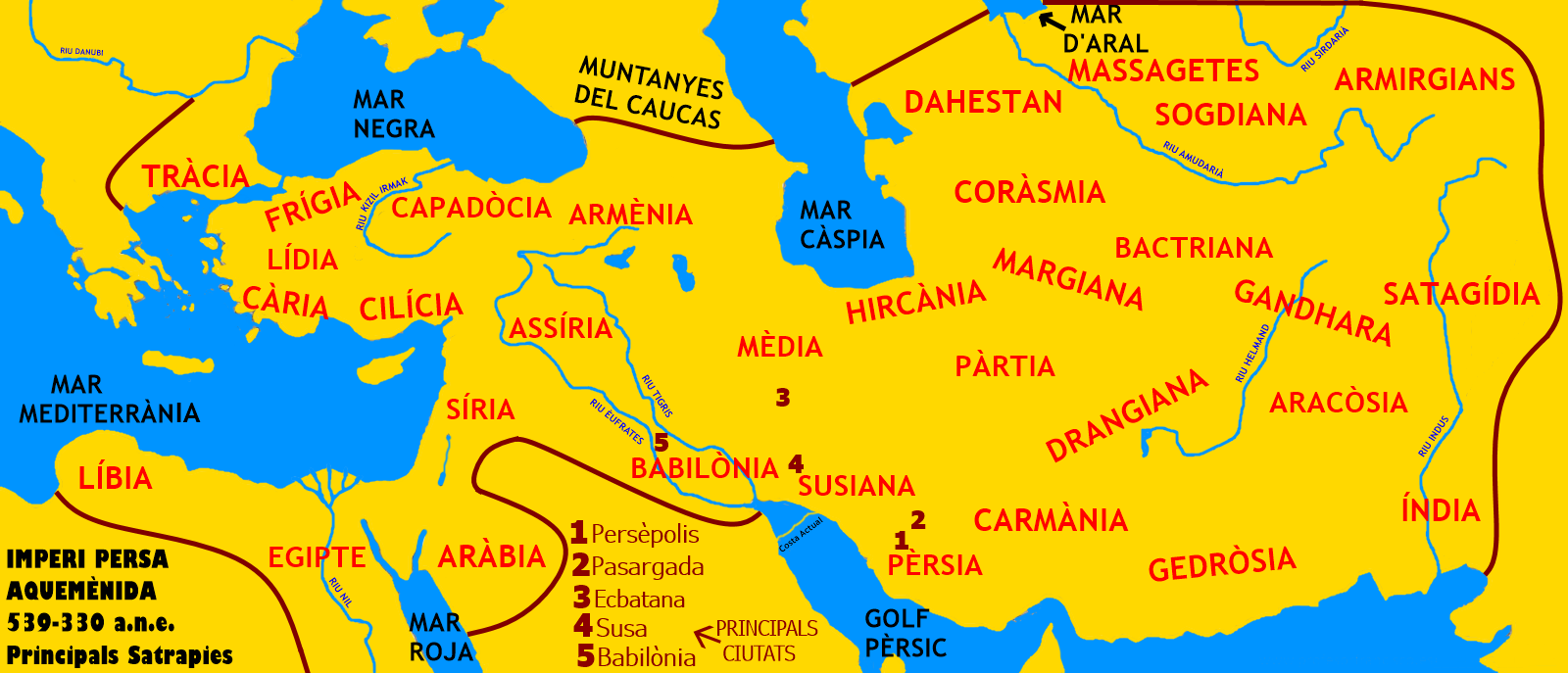
l'Imperi persa

A Jònia, sobre la costa egea, les ciutats gregues que incloïen els grans centres de Milet i Halicarnàs no van poder mantenir la independència i van ser conquerides per l'Imperi persa al segle vi aC. El 499 aC, els grecs es van aixecar en la Revolta jònica, i Atenes i altres ciutats gregues van donar-los suport.
El 490 aC, el rei persa Darios I, després de suprimir la revolta de les ciutats jòniques, envià una flota per castigar els grecs. Els perses van arribar a l'Àtica, però foren derrotats en la batalla de Marató per l'exèrcit grec, encapçalat pel general Milcíades el Jove. El monticle de l'enterrament dels atenesos encara es pot veure a Marató.
Deu anys després, el successor de Darios I, Xerxes I de Pèrsia, va enviar-hi una força molt més poderosa per terra. Després de ser detinguts pel rei d'Esparta Leònides I a les Termòpiles, Xerxes va avançar cap a l'Àtica, i capturà i cremà Atenes. Però els atenesos havien evacuat la ciutat per mar i, sota Temístocles, van derrotar la flota persa en la batalla de Salamina. Un any després, els grecs, sota Pausànies l'Espartac, van derrotar l'exèrcit persa a Platea.
La flota atenesa va perseguir els perses que fugien del mar Egeu i, el 478 aC, van capturar Bizanci. En fer això, els atenesos van incorporar les forces de totes les illes estat i altres ciutats estat en una aliança, anomenada la Lliga de Delos, perquè la tresoreria es trobava a la ciutat sagrada de Delos. Els espartans, tot i que havien participat en la guerra, van aïllar-se, i permeteren que Atenes s'hi establís com a potència naval i comercial única.

### El domini d'Atenes
Les guerres perses van produir un segle de domini atenès sobre tots els afers grecs. Atenes era l'única senyora de la mar, i també la potència comercial, encara que Corint era la seva rival més seriosa. L'estadista més important d'aleshores era Pèricles, que utilitzaria el tribut dels membres de la Lliga de Delos per a construir el Partenó i altres monuments de la Grècia clàssica. A mitjan segle v aC, la lliga s'havia convertit en l'imperi d'Atenes, un canvi simbolitzat per la transferència de la tresoreria de Delos al Partenó el 454 aC.
La riquesa d'Atenes va atreure intel·lectuals i artistes de tota Grècia. L'estat atenès també patrocinà l'educació i les arts, especialment l'arquitectura. Atenes es va convertir en el centre de la literatura, la filosofia i les arts. Alguns dels grans personatges de la cultura occidental i de la història intel·lectual van viure a Atenes durant aquest període: els dramaturgs Èsquil, Aristòfanes, Eurípides i Sòfocles; els filòsofs Aristòtil, Plató i Sòcrates; els historiadors Heròdot, Tucídides i Xenofont; el poeta Simònides, i l'escultor Fídies. La ciutat esdevingué, en paraules de Pèricles, «l'escola de Grècia».
Els altres estats grecs van acceptar, al començament, el lideratge grec en la guerra contínua contra els perses, però, després de la caiguda del polític conservador Cimó d'Atenes el 461 aC, Atenes es convertí en una potència imperialista. Després de la victòria grega en la batalla d'Eurimedont el 466 aC, els perses ja no eren més una amenaça, i alguns estats, com ara Naxos, van intentar separar-se de la lliga, però van ser forçats a sotmetre-s'hi. Els nous líders atenesos, Pèricles i Efialtes van permetre que les relacions entre Atenes i Esparta es deterioressin, i el 458 aC es va iniciar una guerra. Després d'alguns anys de guerra inconclusa, se signà un tractat de pau de 30 anys entre la Lliga de Delos i la Lliga del Peloponès (Esparta i els seus aliats). Aquest tractat va coincidir amb l'última batalla entre grecs i perses, una batalla marítima prop de Salami i Xipre, seguida de la pau de Càl·lies (450 aC) entre els grecs i els perses.

### Guerra del Peloponès

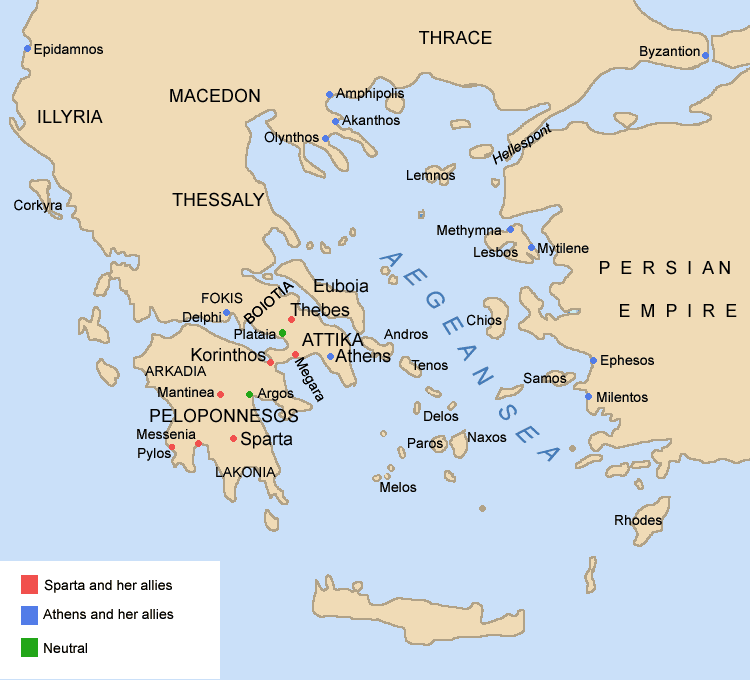
Grècia durant la Guerra del Peloponès

El 432 aC tornà a esclatar la guerra entre Atenes i Esparta i els seus aliats. Les causes immediates de la Guerra del Peloponès varien segons el relat. No obstant això, tres en són les causes consistents entre els historiadors antics, principalment Tucídides i Plutarc. Abans de la guerra, Corint i una de les seves colònies, Corcira (avui dia Corfú) van començar una disputa en què Atenes va intervenir. Ràpidament, Corint i Atenes van disputar el control de Potidea (prop de l'actual Nea Potidaia), i finalment Atenes assetjà la ciutat. Atenes va fer pública una sèrie de decrets econòmics anomenats els «decrets megaris», que imposaven sancions econòmiques sobre el poble megari. Atenes va ser acusada pels aliats peloponesis de violar el tractat de Trenta Anys de Pau, i Esparta va declarar formalment la guerra contra Atenes.
Cal esmentar que molts historiadors consideren que aquestes són les raons immediates de la guerra. Argumenten, però, que la causa fonamental en fou el ressentiment creixent d'Esparta i els seus aliats contra la dominació d'Atenes en tots els afers dels grecs. La guerra va durar 27 anys, en part perquè Atenes era una potència naval i Esparta una potència militar terrestre.
L'estratègia inicial d'Esparta era envair l'Àtica, però els atenesos van suportar el setge darrere dels murs. Una malaltia, però, hi causà severes baixes, incloent-hi Pèricles. Al mateix temps, una flota atenesa portà tropes al Peloponès, que guanyarien les batalles de Naupacte (429 aC) i Pilos (425 aC). Després de molts anys, el líder moderat atenès va signar la pau de Nícies (421 aC).
El 418 aC, però, l'hostilitat entre Esparta i l'aliat atenès Argos els va dur a la guerra una vegada més, la qual cosa portaria el partit guerrer al poder d'Atenes. El 415 aC, Alcibíades persuadí l'assemblea atenesa per iniciar una expedició contra Siracusa, un aliat peloponesi a Sicília. Tot i que Nícies no estava segur de l'èxit d'aquesta expedició, va ser designat, amb Alcibíades, cap de l'expedició. Després, però, de ser acusat pels seus companys, fugí a Esparta i persuadí el poble de donar suport a Siracusa. Com a resultat d'això, l'expedició va ser un desastre.
Esparta va construir una flota amb el suport dels perses i va trobar un excepcional cap militar, Lisandre, que ocupà l'Hel·lespont, la font atenesa d'importacions de gra. Amenaçats, doncs, amb fam, els atenesos van enviar l'última flota per enfrontar-se a Lisandre, el qual els derrotaria a Egospòtam (405 aC). La derrota de la seva flota significaria la fallida d'Atenes. El 404 aC, Atenes demana la pau, i Esparta va establir-ne les condicions: Atenes no sols perdria els murs que l'envoltaven i la seva flota, sinó, a més, totes les seves possessions a l'exterior. Un partit antidemocràtic va prendre el poder a Atenes amb el suport espartà.

### Dominació d'Esparta i Tebes
Amb la fi de la Guerra peleponesa, Esparta seria l'ama de l'antiga Grècia, però l'elit guerrera espartana no pogué prendre el seu lloc. En pocs anys, el partit democràtic prengué el poder a Atenes i a altres ciutats. El 395 aC, els governadors espartans van treure Lisandre del poder, i Esparta perdé la supremacia naval temporal. Atenes, Argos, Tebes i Corint van amenaçar el domini espartà en la Guerra coríntia, que quedaria de manera inconclusa el 387 aC. El mateix any, Esparta sorprengué l'opinió grega en concloure el tractat d'Antàlcides amb Pèrsia, per mitjà del qual rendien les ciutats de Jònia i Xipre, la qual cosa revertí els cent anys de victòries gregues sobre Pèrsia. Esparta va intentar debilitar encara més el poder de Tebes i això els dugué una guerra en què Tebes formaria una aliança amb el seu antic enemic, Atenes.
Els generals de Tebes, Epaminondes i Pelòpides, van guanyar en una victòria decisiva a Leuctres (371 aC). Com a resultat d'aquesta batalla, s'acabà la supremacia espartana i es va establir el domini de Tebes, però Atenes va recuperar el seu antic poder, ja que el poder de Tebes hi seria molt curt. Amb la mort d'Epaminondes a Mantinea (362 aC), la ciutat va perdre el seu més gran líder, i els successors començaren una guerra ineficaç de 10 anys amb Fòcida. El 346 aC, el poble de Tebes va sol·licitar el suport de Felip II de Macedònia per lluitar contra Fòcida, la qual cosa portaria els macedonis a l'escenari grec per primera vegada.

### El sorgiment de Macedònia

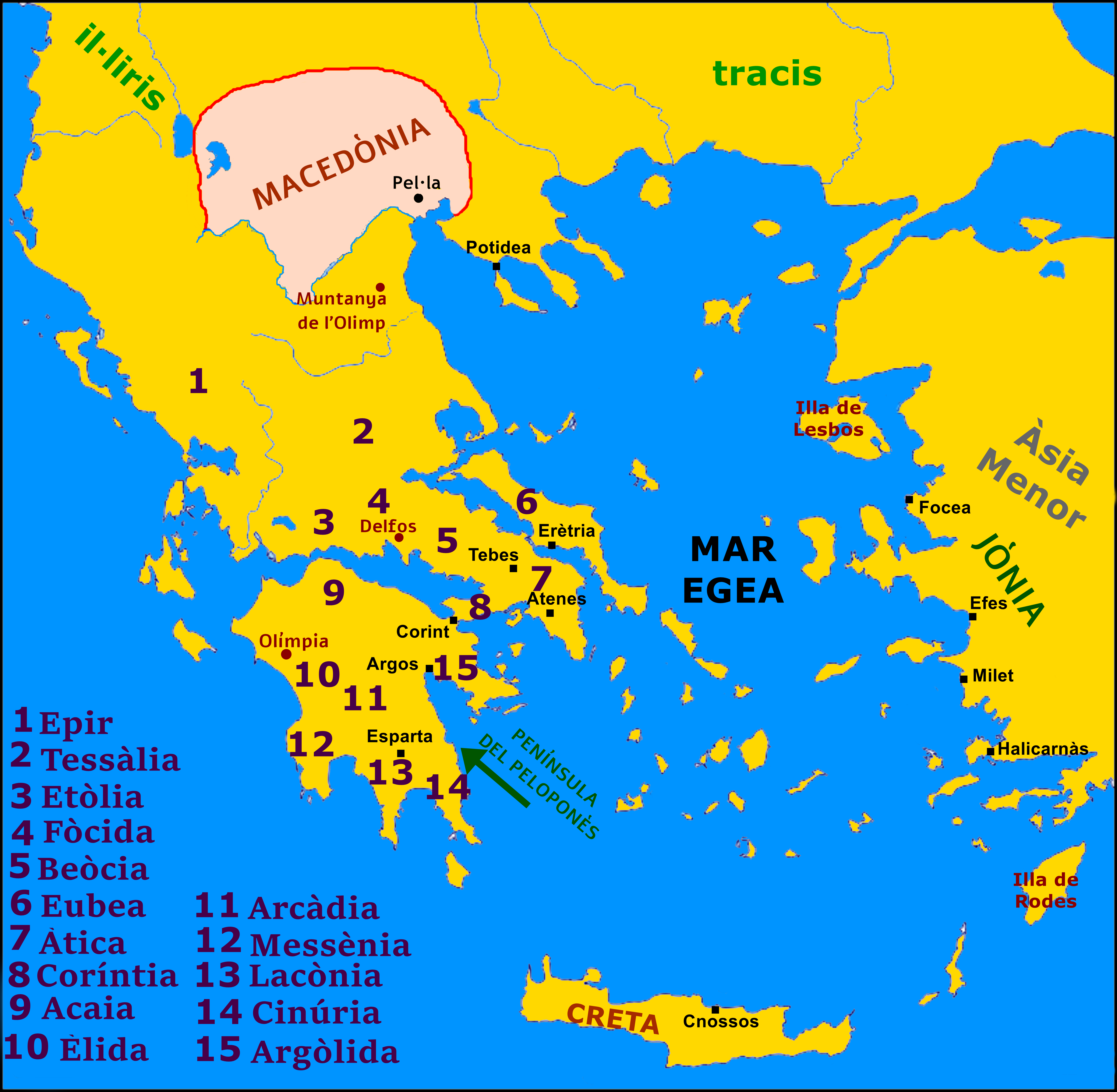
Antic regne de Macedònia i territoris grecs

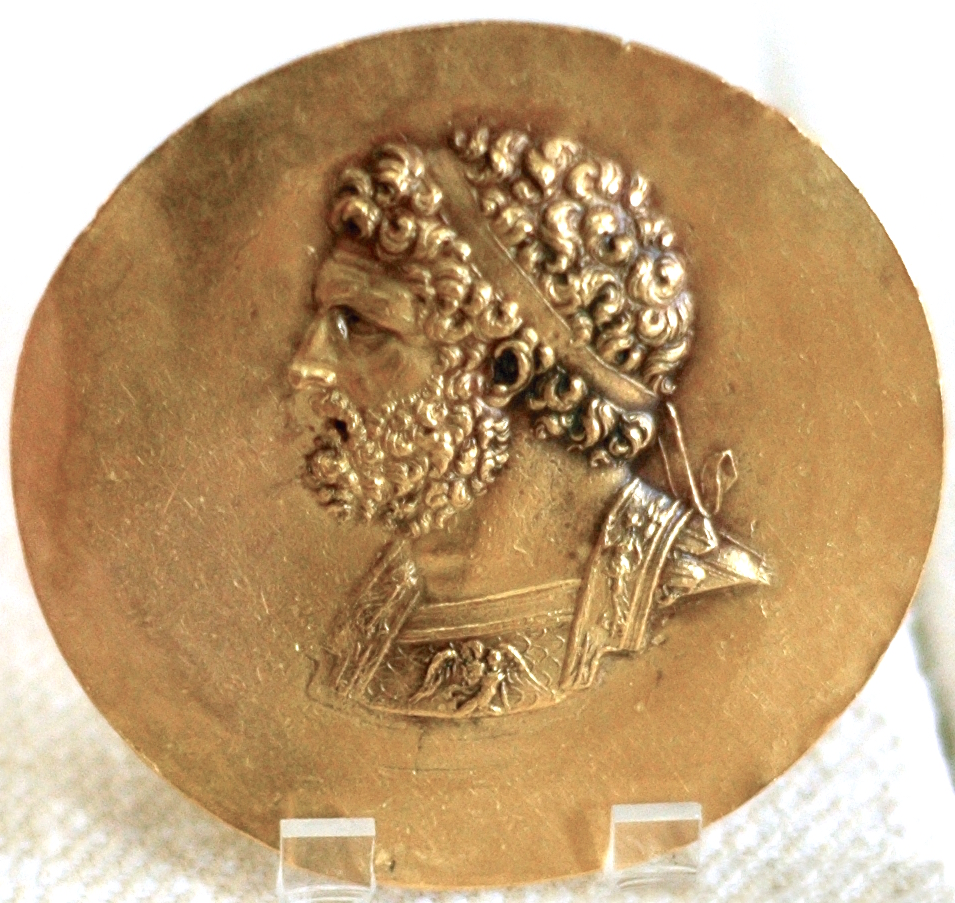
Filip II de Macedònia

El Regne de Macedònia s'havia format al segle VII aC i va ocupar un paper poc influent en la política grega fins al segle v aC. A principis del segle iv aC, el rei Filip de Macedònia, un home ambiciós educat a Tebes, pretenia ser acceptat com a nou líder de Grècia, i recuperà la llibertat de les ciutats gregues d'Àsia del domini persa. En prendre les ciutats gregues d'Amfípolis, Metona i Potídea, guanyà el control de les mines d'or i argent de Macedònia i això li donà recursos per assolir les seves ambicions.
Filip va establir el domini macedoni sobre Tessàlia (352 aC) i Tràcia, i el 348 aC controlà tota la regió al nord de Termòpiles. Va usar la seva riquesa per a subornar els polítics grecs, creant així un «partit macedoni» en cada ciutat de Grècia. La seva intervenció en la guerra entre Tebes i Fòcida li va donar el reconeixement i l'oportunitat perquè Macedònia fos una potència en els afers grecs. Demòstenes de Peània, en una sèrie de discursos (filípiques), va aixecar una resistència contra l'avançament de Filip.
El 339 aC, Tebes i Atenes formen una aliança per resistir la creixent influència de Filip. Filip va ser el primer a atacar, avançà cap a Grècia i derrotà els aliats a Queronea el 338 aC. Aquesta victòria marca l'inici del declivi de les ciutats estat, encara que van sobreviure amb certa autonomia fins als temps romans.
Filip intentà guanyar els atenesos amb presents i afalacs, però amb poc d'èxit. Va organitzar les ciutats en la Lliga de Corint, i va anunciar que encapçalaria la invasió de Pèrsia per alliberar les ciutats gregues i venjar les invasions perses del segle anterior. Però no ho va realitzar: fou assassinat el 336 aC.

### Les conquestes d'Alexandre

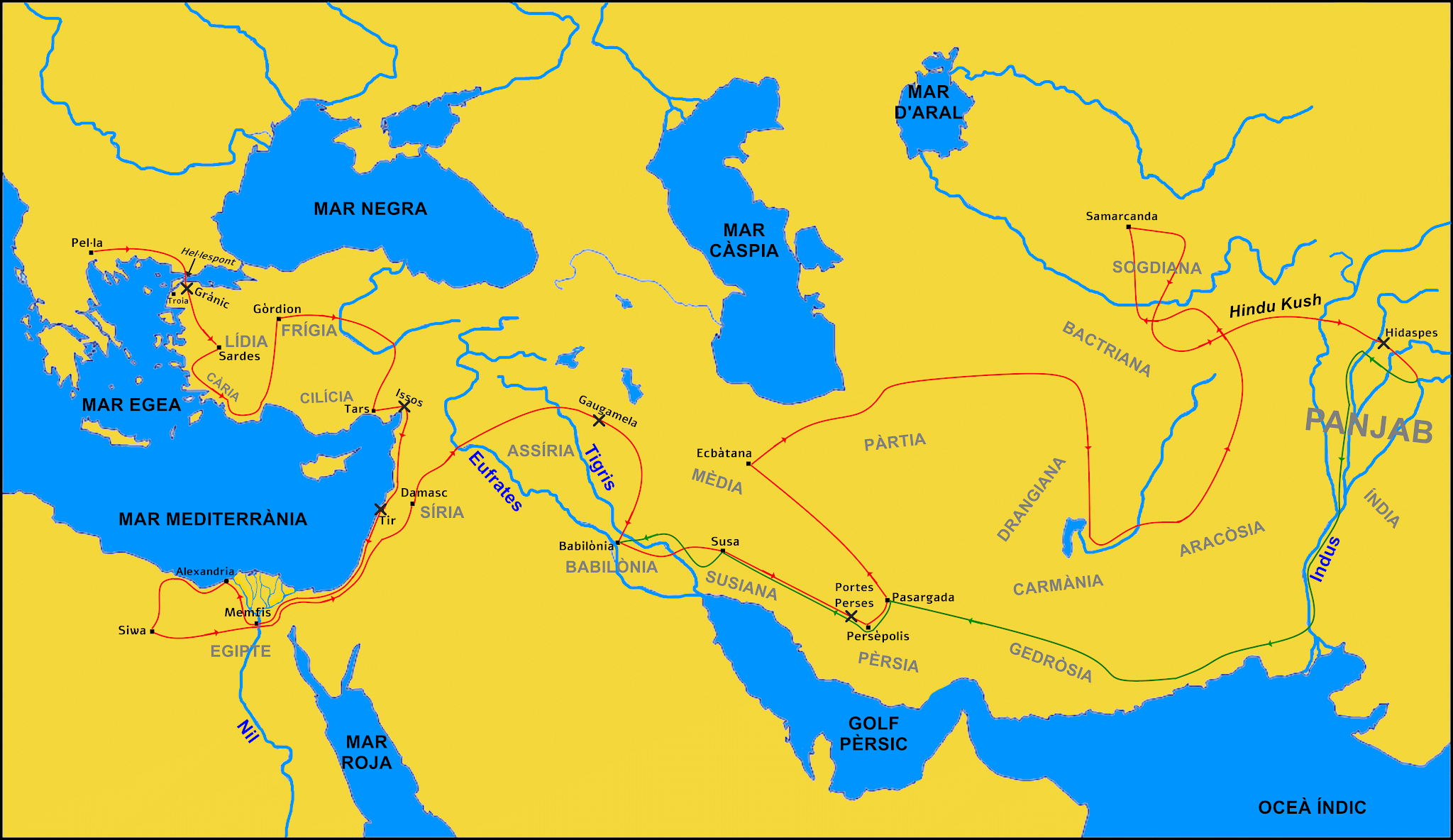
Ruta d'Alexandre el Gran durant les seves conquestes

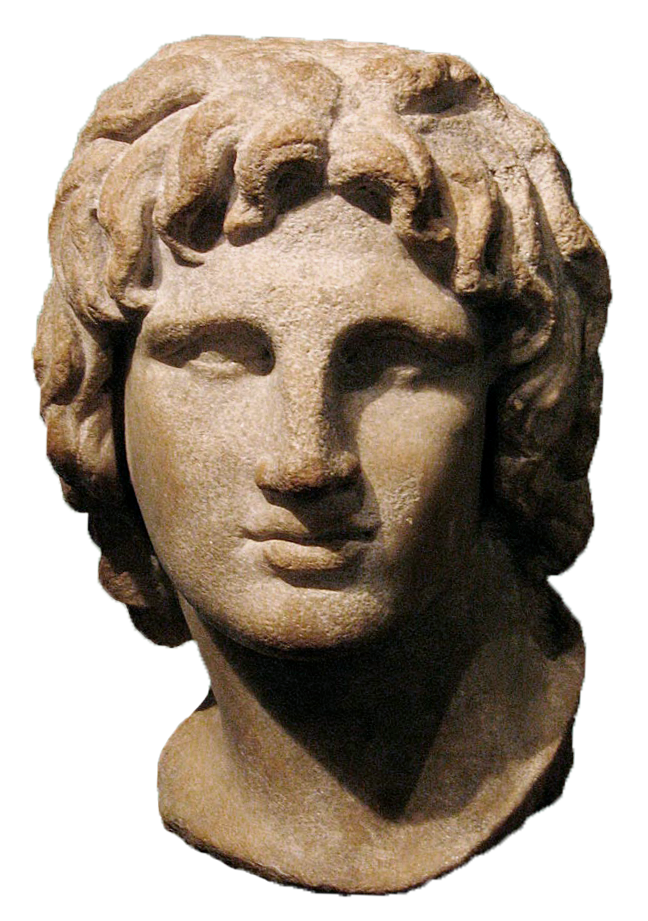
Bust d'Alexandre

Filip va ser succeït pel seu fill de 20 anys, Alexandre, que es proposaria dur a terme els plans de son pare. Quan va veure que Atenes havia caigut, cridà al poble atenès i les seves tradicions per destruir el rei persa. Viatjà a Corint, on les ciutats gregues el van reconèixer com a líder dels grecs. Després viatjaria al nord per reunir les seves forces. L'exèrcit amb què envaí l'Imperi persa era fonamentalment macedoni, encara que molts idealistes de les ciutats gregues hi havien participat. Mentre Alexandre era a Tràcia, sentí a dir que les ciutats gregues s'havien rebel·lat. Es dirigí al sud, va capturar i destruir Tebes, com a advertència a la resta de les ciutats gregues que el seu poder no hauria de ser contradit.
El 334 aC, Alexandre avança cap a l'Àsia Menor i derrota els perses al riu Grànic. Així va guanyar el control de la costa jònica, i va fer una entrada triomfal per totes les ciutats gregues alliberades. Després, avançà de Cilícia cap a Síria, on va derrotar Darios III a Issos (333 aC). Després va avançar de Fenícia cap a Egipte, on va tenir molt poca resistència; els egipcis el rebien com a alliberador de l'opressió persa.

Imperi macedoni sota Alexandre

Darios volia fer les paus amb Alexandre i retornar a casa seva triomfalment, però Alexandre estava determinat a conquerir Pèrsia i més enllà. Va avançar de Síria cap a Mesopotàmia, i derrotà Darios a Gaugamela (331 aC). Darios va fugir i va ser mort per un dels seus seguidors i Alexandre es convertí en l'amo de l'Imperi persa; ocupà Susa i Persèpolis sense gens de resistència.
Mentrestant, les ciutats gregues volien fugir del control macedoni. A Megalòpolis, el 331 aC, el regent d'Alexandre, Antípater, va derrotar els espartans, els quals s'havien refusat a unir-se a la Lliga de Corint i a reconèixer la supremacia macedònia.
Alexandre continuava avançant sobre les àrees dels estats actuals de l'Afganistan i Pakistan cap a la vall del riu Indus. El 326 aC arribà a Punjab. Hauria avançat cap al Ganges i Bengala, però el seu exèrcit el va convèncer que ja es trobaven a la fi del món i es refusaven a anar més enllà. Alexandre va retornar i va morir de febre a Babilònia, el 323 aC.
L'imperi d'Alexandre es va dividir després de la seva mort, però les seves conquestes van canviar per sempre el món grec. Milers de grecs van viatjar amb ell o després de la seva mort per establir-se a les noves ciutats que fundava, la més important, Alexandria, a Egipte. Es van establir regnes de parla grega a Egipte, Síria, Iran i Bàctria. El període hel·lenístic havia començat.

## Guerra a l'antiga Grècia

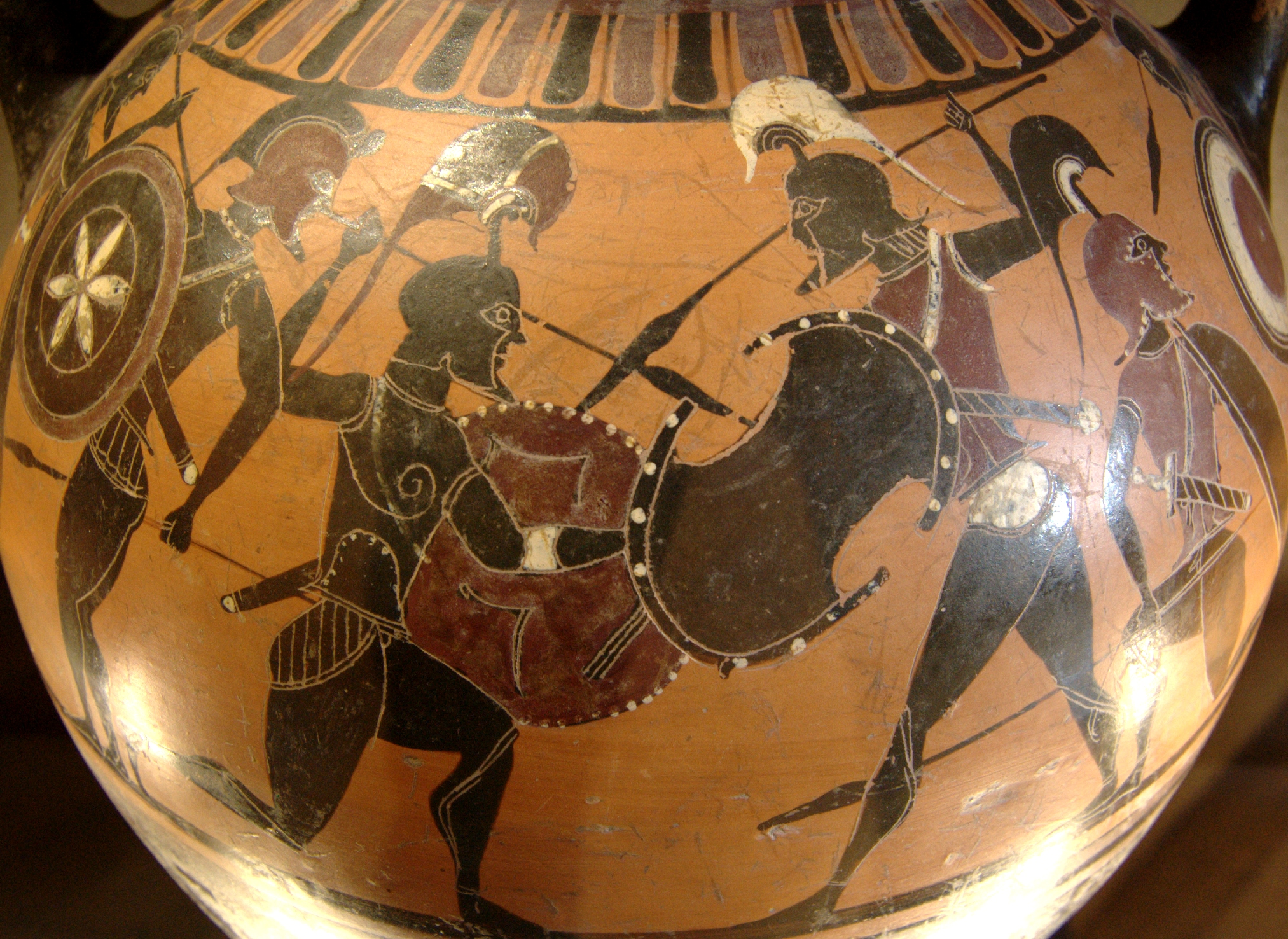
Guerrers grecs

Guerra a l'antiga Grècia és el terme usat per descriure la guerra de les polis gregues (les ciutats estat de l'antiga Grècia), entre la revolució hoplítica del segle viii aC i l'emergència de l'Imperi macedoni en el segle iv aC.
Poques civilitzacions van ser tan guerreres com les polis gregues, malgrat que van ser societats poc militaritzades fins al segle iv aC. Els temples tenen representacions als seus frontons i frisos amb déus amb indumentària d'hoplita. Els vasos ceràmics glorifiquen les files de la falange. Els monuments funeraris representen les morts dels soldats d'infanteria. Plató utilitza sovint el model de la guerra per a il·lustrar les seves teories de la virtut i del coneixement i extreu freqüentment els seus exemples de l'experiència militar personal de Sòcrates. Per a Heròdot, Tucídides o Xenòfanes, era aparentment inconcebible relatar altres coses. Per a Sòcrates, matar guerrejant per Atenes no s'oposava a la pràctica de la dialèctica o de la reflexió abstracta.

### Hoplites

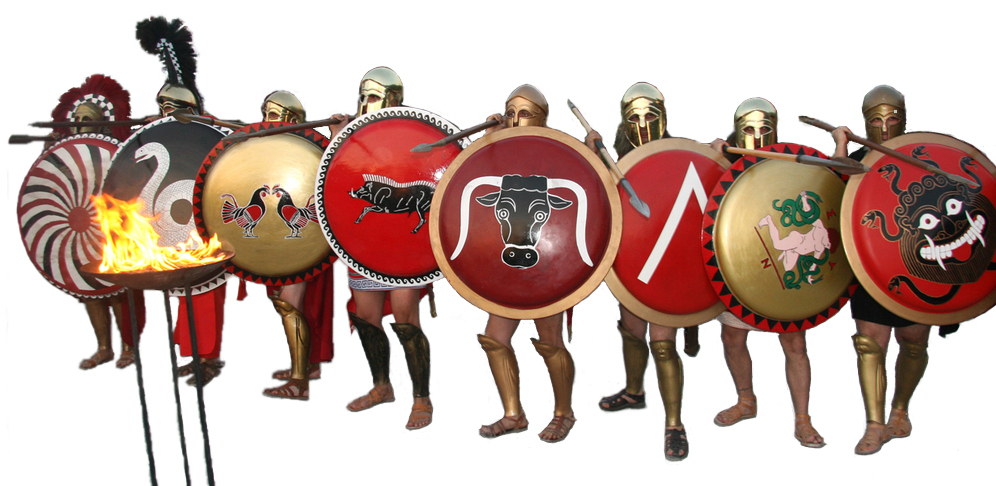
Recreació d'una formació hoplita

L'hoplita formava part de la infanteria pesant, el focus central de la guerra a l'antiga Grècia. La paraula hoplita (del grec ὁπλίτης, hoplitēs) deriva de hoplon (ὅπλον, plural ὅπλα, hopla), que vol dir 'article d'armament' o 'equipament'. Aquests soldats van aparèixer, probablement, a la fi del segle vii aC. Formaven part d'una milícia ciutadana, armada com a llancers i amb una formació anomenada, en grec antic, falange. Aquests eren relativament fàcils d'armar i de mantenir, i a més a més podien pagar el cost de l'equipament. Gairebé tots els grecs famosos de l'antiguitat van lluitar com a hoplites, fins i tot filòsofs i dramaturgs.
Des de la formació dels hoplites com a milícia, no van rebre atacs permanents i les campanyes eren curtes. L'excepció eren els guerrers espartans, que eren soldats especialitzats, i tenien en els seus estats terres assignades a les classes baixes, que eren els que se n'encarregaven. Els exèrcits marxaven directament cap al seu objectiu. Allà, els defensors podien amagar-se rere les muralles de la ciutat; en aquest cas, els atacants havien d'acontentar-se a destrossar el camp, encara que els primers també podien decidir trobar-se amb ells en el camp de batalla. Les batalles aleshores eren decisives. Eren curtes, sagnants i brutals, per la qual cosa es necessitava un grau de disciplina molt alt.
Ambdues forces s'alineaven en el terreny de batalla, amb una formació rectangular aproximadament de vuit fileres, encara que era molt variable. Altres forces eren menys importants, com els hippeis (cavalleria), que se'n situaven als flancs, i tant la infanteria lleugera com les tropes que llançaven projectils eren insignificants. Els hoplites més coneguts eren els espartans, que eren entrenats des de la infància en el combat i en la guerra, per convertir-los en una força d'atac superior i excepcionalment disciplinada.

### Marina de guerra en l'antiga Grècia

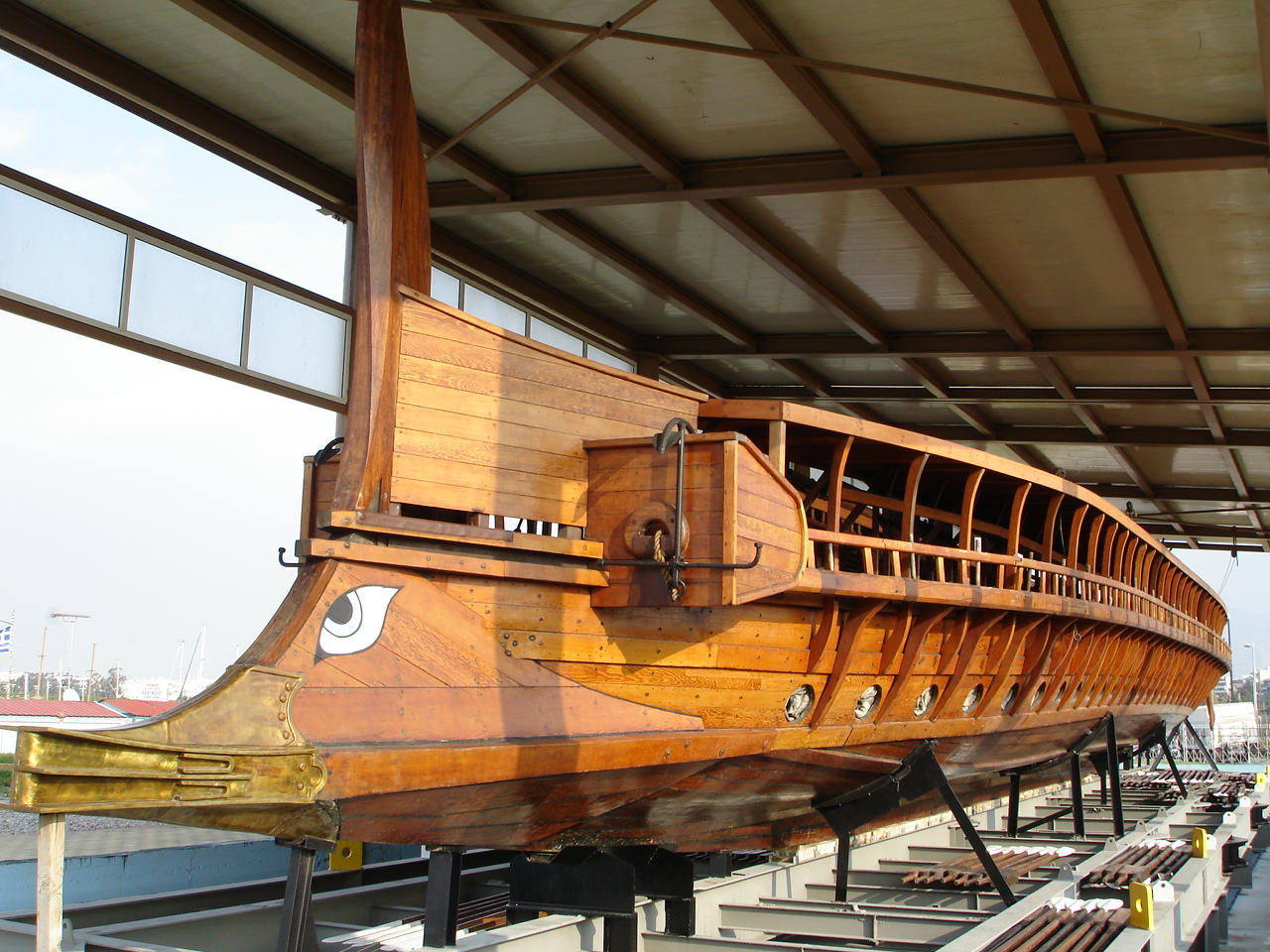
Reconstrucció d'un trirrem atenenc

La marina de guerra en l'antiga Grècia, que no es pot generalitzar a tots els grecs, sinó a algunes polis gregues, va romandre directament sotmesa a l'expansió territorial, que n'era alhora la finalitat i la condició necessària. Alguns estats de l'antiguitat van saber dotar-se d'una poderosa marina de guerra: Atenes en el segle de Pèricles, Egipte, Cartago i Rodes en el període hel·lenístic, i Roma en el curs de les guerres púniques, a la darreria de la república. Des del punt de vista dels instruments, la guerra al mar tenia unes exigències pròpies, del tot allunyades de les del combat en terra ferma. És per això que hi ha algunes contradiccions entre l'originalitat tècnica de les activitats marítimes i la seva subordinació a les activitats terrestres; contradiccions que són òbvies en les seccions dels vaixells de guerra, en les flotes militars i en les tàctiques navals.

## Economia
L'economia de l'antiga Grècia es caracteritzava per la gran importància de l'agricultura, activitat que venia condicionada per la relativa pobresa dels camps de cultiu en consonància amb les característiques de la geografia de Grècia. Al començament del segle vi aC, es van desenvolupar l'artesania i el comerç (principalment marítim), que van tenir més rellevància durant el període clàssic.
Cal tenir en compte que el concepte «economia» des del punt de vista actual és relativament anacrònic i en aquells temps tenia un altre sentit. La paraula grega oikonomía (οἰκονομία) fa referència als oikos (οἶκος), que signifiquen la casa o el forn. Per tant, el diàleg de Xenofont titulat Oeconomicus està dedicat a la gestió de la llar i l'agricultura. Els grecs no tenien un terme exacte per fer referència als processos d'elaboració de productes i intercanvi. L'economista Murray Rothbard, però, comenta que si bé el concepte en si no n'existia, els antics filòsofs grecs tractaven amb qüestions que avui dia serien identificades com a econòmiques.

## Agricultura

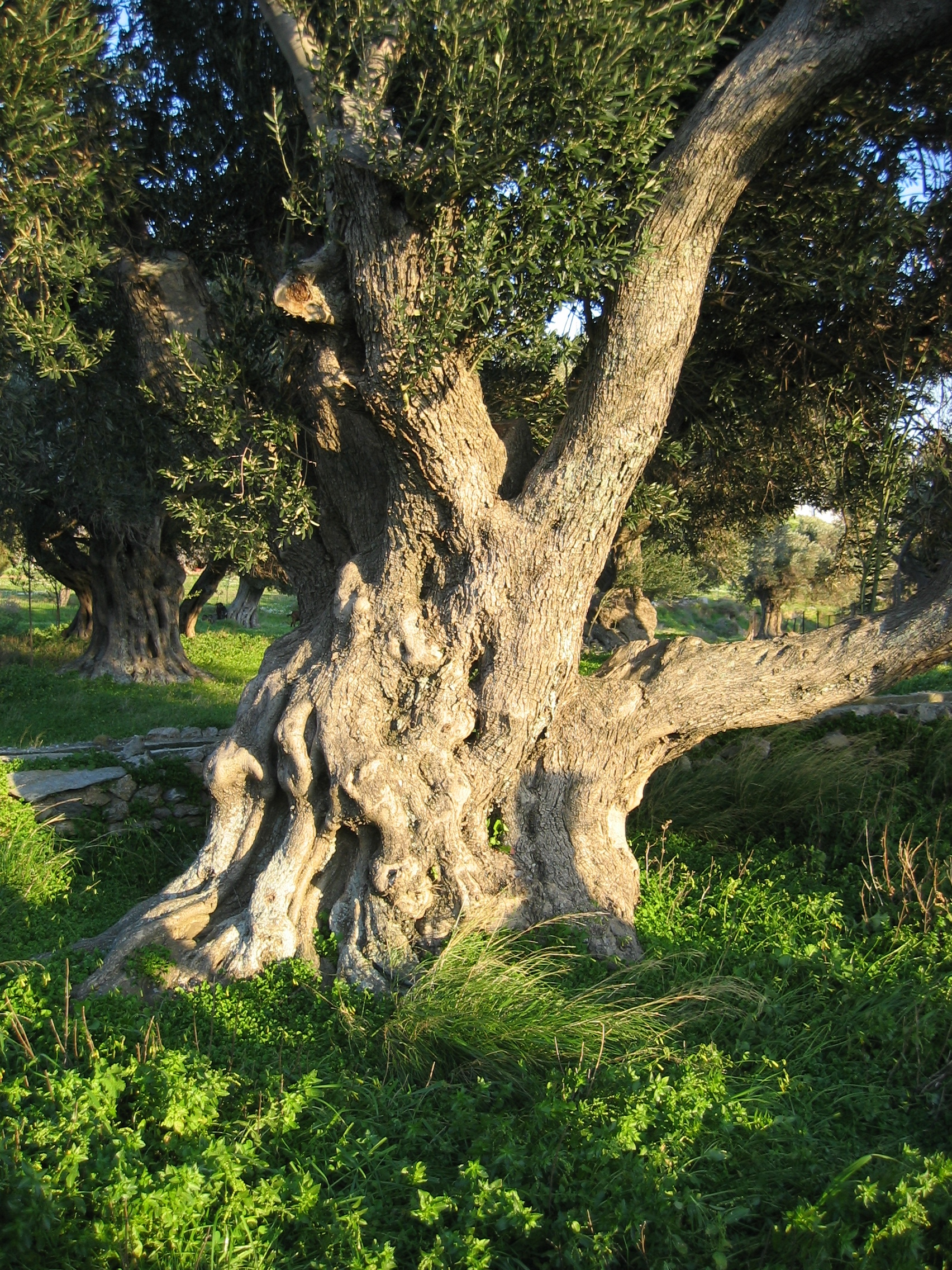
Una olivera a Eubea, arbre que és la base de l'agricultura grega

L'agricultura en l'antiga Grècia era la base de l'economia de la zona. Prop del 80 per cent de la població es dedicava a aquesta activitat. Sent una excel·lent tasca per al ciutadà comú, va donar llum a un estil de vida i a uns costums que van persistir durant tota l'antiguitat.
Els Geoponici (forma llatinitzada del grec Γεωπονικοι) és un terme que inclou els autors grecs i romans que van tractar aquesta qüestió en les seves obres de ramaderia i agricultura. Molts llibres i compilacions destinats a la millora de les tècniques agrícoles i ramaderes són considerats pels grecs com tractats d'economia.

## Religió

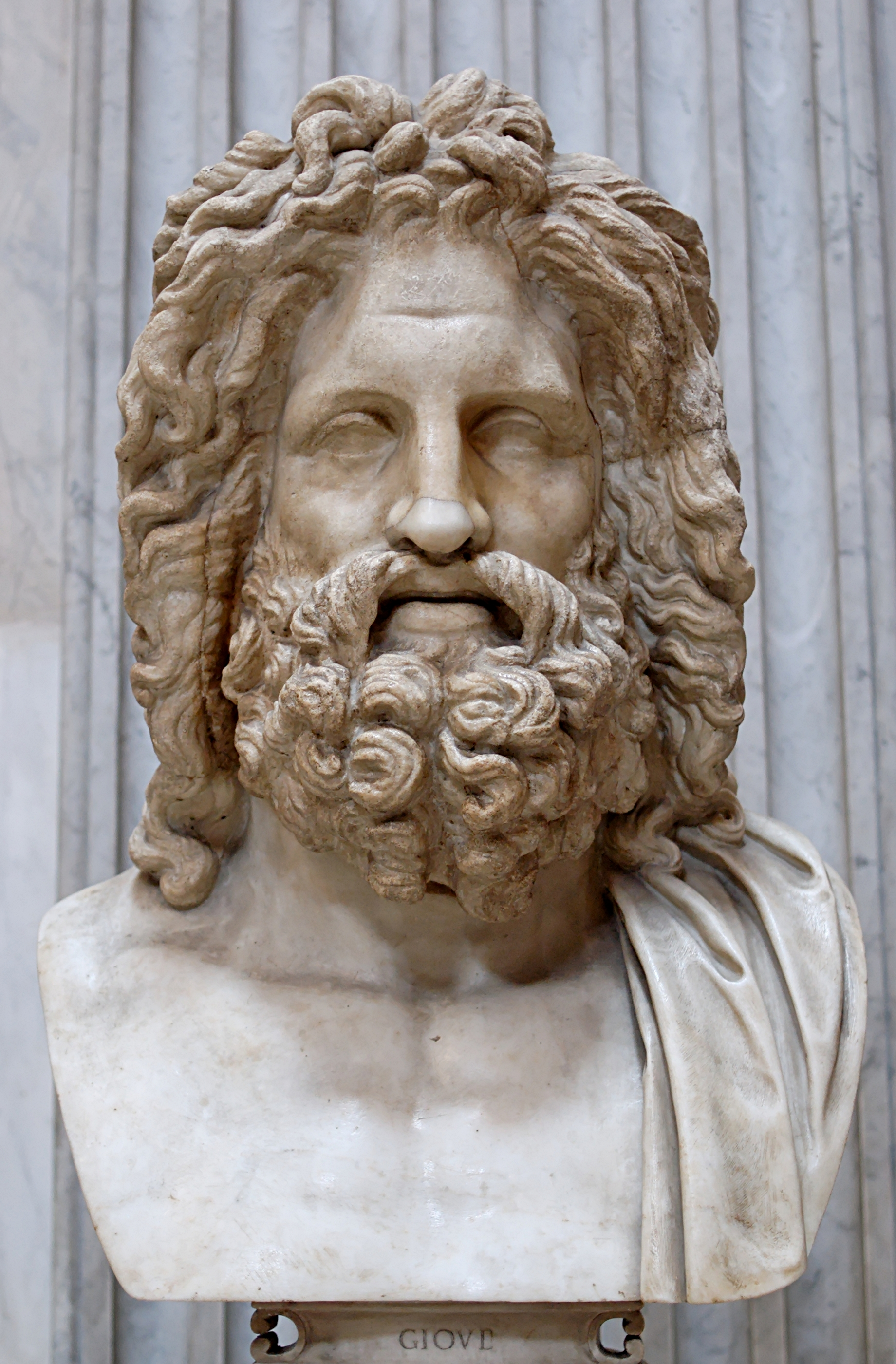
Zeus déu suprem de l'Olimp

La religió de l'antiga Grècia abasta la col·lecció de creences i rituals de l'antiga Grècia en forma de pràctiques cultuals, homòlogues de la mitologia grega. Al món grec, la pràctica religiosa variava prou com per poder parlar de religions gregues.
Les pràctiques cultuals dels grecs hel·lens s'estenien més enllà de la Grècia continental, a les illes i les costes de Jònia (l'Àsia Menor), a la Magna Grècia (Sicília i Itàlia del sud), i a les colònies gregues disperses pel Mediterrani occidental, com Marsella. Exemples grecs moderats en són el culte i les creences etrusques i la religió romana.
Hi ha una creença entre els erudits que la primera religió grega va provenir o estava molt influïda pel xamanisme de les estepes de l'Àsia central, fins i tot la colònia grega d'Òlbia (a Escítia), a la riba nord de la mar Negra, i d'allà cap a Grècia.
La societat grega antiga era radicalment diferent de la nostra. La nostra paraula «religió» no existia en grec antic. Els conceptes que serveixen per a descriure els fenòmens religiosos contemporanis no estan adaptats a l'anàlisi del que era per als grecs la divinitat. En la religió de la Grècia antiga, l'essencial de les creences i ritus s'estructurà en el moment en què va néixer, a l'època arcaica (segles viii–vi aC), una forma d'organització política particular: la polis, que va tenir per consegüent el redescobriment i la difusió de l'escriptura (c. 800-700 aC).
A partir de l'època arcaica, van aparèixer els caràcters dominants de la religió grega: un politeisme de noves divinitats, de déus antropomòrfics proveïts d'atributs (llamp, trident, arc i sagetes, ègides, etc.), gaudint de poders pletòrics, tenint sectors d'intervenció, modes d'accions pròpies i dotades de mites. Però cada una d'aquestes divinitats no n'existeix més que pels llaços que les uneixen amb el sistema diví global.
Els grecs eren politeistes: retien culte a diverses divinitats. Honraven principalment els déus (theoi) i els herois. Cadascun d'ells podia ser invocat sota diversos aspectes d'acord amb el lloc, el culte i la funció que complia. Aquests déus dotats de poders sobrenaturals, sota el mateix nom, podien presentar una multiplicitat d'aspectes. Els epítets cultuals (les epiclesis), assenyalaven la seva naturalesa i el seu àmbit d'intervenció. Existia, per exemple, Zeus Kéraunos (tonant), Polieo (guardià de l'ordre polític, de la polis), Horkios (garant dels juraments i dels pactes), Ktesios (protector de la propietat), Herkeios (guardià del clos), Xenios (protector dels hostes i dels estrangers). Les altres figures del panteó grec seguien també aquest esquema.

## Societat
Les característiques úniques de la divisió social de l'antiga Grècia eren la divisió entre la persona lliure i l'esclava, els papers diferenciats de l'home i la dona, la importància de la religió, i la poca importància del naixement per a basar-hi l'estatus social. La forma de vida dels atenesos era comuna a tot el món grec, a diferència del sistema espartà.

### Estructura social
Només les persones lliures podien ser considerades ciutadanes i rebre la protecció completa de la llei en qualsevol ciutat estat. En la majoria de les ciutats estat, a diferència de Roma, la prominència social no conferia cap dret especial. Per exemple, néixer en una família en particular no portava cap privilegi especial. De vegades, eren les unitats familiars les que controlaven les funcions religioses públiques, però això no els donava poder de govern. A Atenes, la població es dividia en quatre classes socials basades en la riquesa; les persones podien canviar de classe social si tenien més diners. A Esparta, tots els ciutadans rebien el títol d'«igual» (ὁμς, omos') si acabaven la seva educació. No obstant això, els reis espartans, caps militars i religiosos, provenien només de dues famílies.
Els esclaus no tenien poder ni estatus social. Tenien el dret de tenir una família i comprar propietats, però no tenien cap dret polític. El 600 aC, el concepte d'esclavatge incloïa el concepte de propietat; és a dir, els esclaus podien ser venuts i comprats. Al segle v aC, un terç de la població d'algunes ciutats estat eren esclaus.
La majoria de les famílies tenien esclaus com a servents o agricultors, fins i tot les famílies pobres en tenien un o dos. Els amos no podien colpejar ni matar els esclaus. Els amos sovint els prometien la llibertat per fer que treballessin més. A diferència de Roma, els esclaus que eren alliberats no podien ser ciutadans, sinó que es mesclaven amb la població d'estrangers.
Les ciutats estat podien tenir esclaus públics, amb més independència que no pas els esclaus particulars. A Atenes, els esclaus públics s'encarregaven de buscar monedes falses, i els esclaus dels temples eren els servents de les deïtats.

### Jocs Olímpics de l'antiguitat

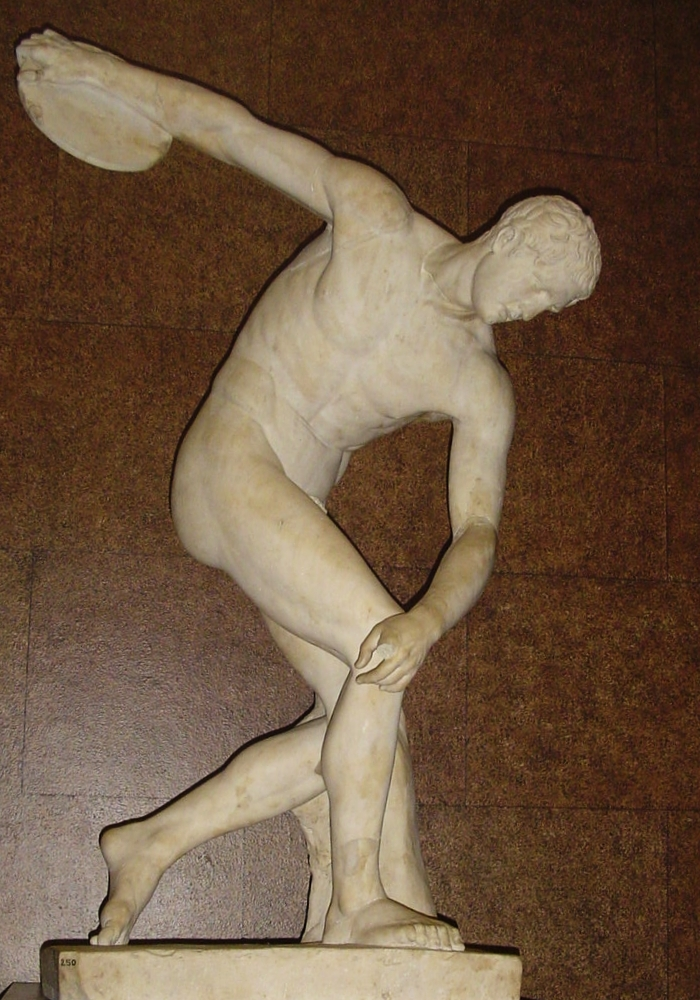
El discòbol, còpia de Miró. Estàtua que representa el llançament de disc

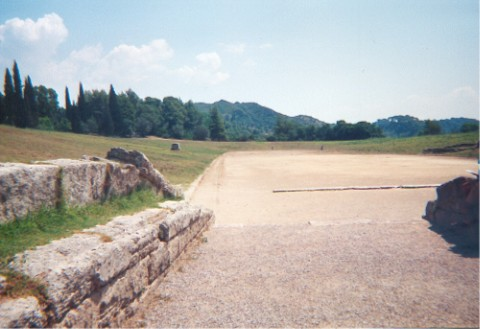
Les ruïnes de l'estadi d'Olímpia

Els Jocs Olímpics de l'antiguitat, originàriament anomenats simplement Jocs Olímpics (en grec: Ολυμπιακοί Αγώνες; Olympiakoi Agones), foren una sèrie de competicions atlètiques celebrades a la ciutat d'Olímpia entre diferents polis de l'antiga Grècia. Es feren a Olímpia entre els anys 776 aC i 393 dC. Es tracta d'un esdeveniment festiu: a més de realitzar-se una sèrie de proves esportives, s'hi retien diferents homenatges a les deïtats més importants de l'època. En les proves competien els representants de cada ciutat, que havien de ser lliures (no esclavitzats) i ciutadans grecs. Aquests s'enfrontaven en diferents modalitats de curses atlètiques i curses de carros i altres proves que foren introduïdes al llarg dels anys: lluita lliure, pentatló antic, salt de llargada, llançament de javelina i de disc.
Els jocs es disputaven normalment cada 4 anys o una olimpíada, que era una unitat de temps. Durant la celebració dels jocs es promulgava una treva o pau olímpica, per permetre als atletes viatjar en condicions de seguretat des de les seves polis o ciutats estat fins a Olímpia. Els antics Jocs Olímpics eren prou diferents dels moderns; hi havia menys esdeveniments i només les persones lliures que parlaven grec hi podien competir, a més que se celebraven sempre a Olímpia, en comptes de moure's a diferents llocs cada vegada.
Els últims Jocs Olímpics de l'antiguitat es van celebrar el 393, gairebé dotze segles després del seu començament. Després de l'adopció del cristianisme com a religió oficial de l'imperi amb l'edicte de Tessalònica (28 de febrer de 380), l'emperador Teodosi I finalment prohibeix tota celebració pagana, incloent-hi els jocs.
Quan els nens grecs lliures complien dotze anys ingressaven en la palestra, on se'ls ensenyava a desenvolupar els músculs i a disciplinar els nervis. Als setze anys entraven al gimnàs, on els grecs realitzaven exercicis físics i atletisme. Els gimnasos tenien una pista i llocs d'exercici a l'aire lliure entre els boscos. Als vint anys els grecs concloïen la formació esportiva, se'ls lliurava les armes i estaven capacitats per participar en els Jocs Olímpics.

### Educació

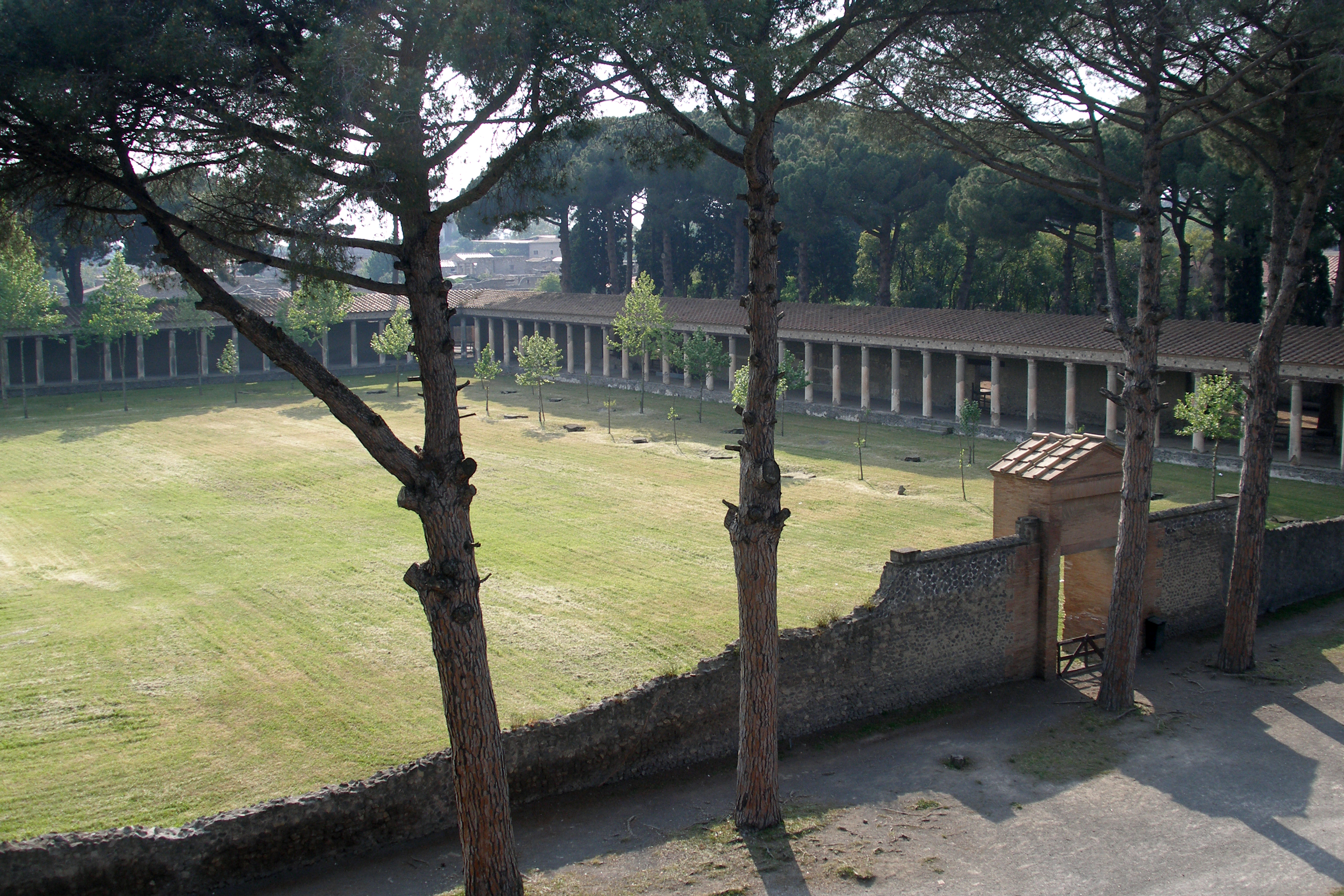
Gimnàs de Pompeia

Per a estar preparats per al servei militar, practicaven exercici físic cada dia. Totes les ciutats estat tenien, almenys, un gimnàs, un edifici per a practicar exercici físic, una pista per a córrer, banys públics, una sala de lectura i un parc. En la majoria de les ciutats (tret d'Esparta), els gimnasos eren exclusius per als homes, i els exercicis, els practicaven sense roba. Els festivals eren un esdeveniment d'entreteniment i cultura. Els déus eren honorats amb música, teatre i poesia. Els atenesos deien tenir una festivitat cada dos dies. Els esdeveniments panhel·lènics es realitzaven a Olímpia, Delfi, Nema i Ístmia.
Per a la majoria dels grecs d'aleshores l'educació era privada, tret d'Esparta (no obstant això, durant el període hel·lenístic, algunes ciutats estat van establir escoles públiques). Només les famílies riques podien pagar un mestre. Els nens aprenien a llegir, escriure i memoritzar les obres literàries. També aprenien a cantar i a tocar un instrument musical; també eren entrenats com a atletes i soldats. No estudiaven per aconseguir una feina, sinó per ser ciutadans eficaços. Les nenes també aprenien a llegir, escriure i a realitzar operacions aritmètiques simples, per administrar la llar. Després de la infantesa, però, ja no rebien educació.
Un petit nombre de nens continuaven amb l'educació després de la infantesa. En l'adolescència, estudiaven filosofia com a guia moral i retòrica per fer discursos persuasius en les corts de l'assemblea pública. Durant el període clàssic, aquest tipus d'entrenament era indispensable per a tots els joves. Un element important de l'educació dels adolescents era la relació amorosa que mantenien amb un home adult, el seu mentor. L'adolescent aprenia del mentor, observant les seves activitats polítiques a l'àgora, li donava suport en la realització de les seves tasques públiques, s'exercitaven físicament al gimnàs i assistien als simposis. Els estudiants més rics continuaven l'educació en una universitat a les ciutats més grans. Aquestes universitats eren organitzades pels famosos professors de l'antiguitat. Algunes de les universitats més importants d'Atenes eren el Liceu i l'Acadèmia.

### Homosexualitat a l'antiga Grècia

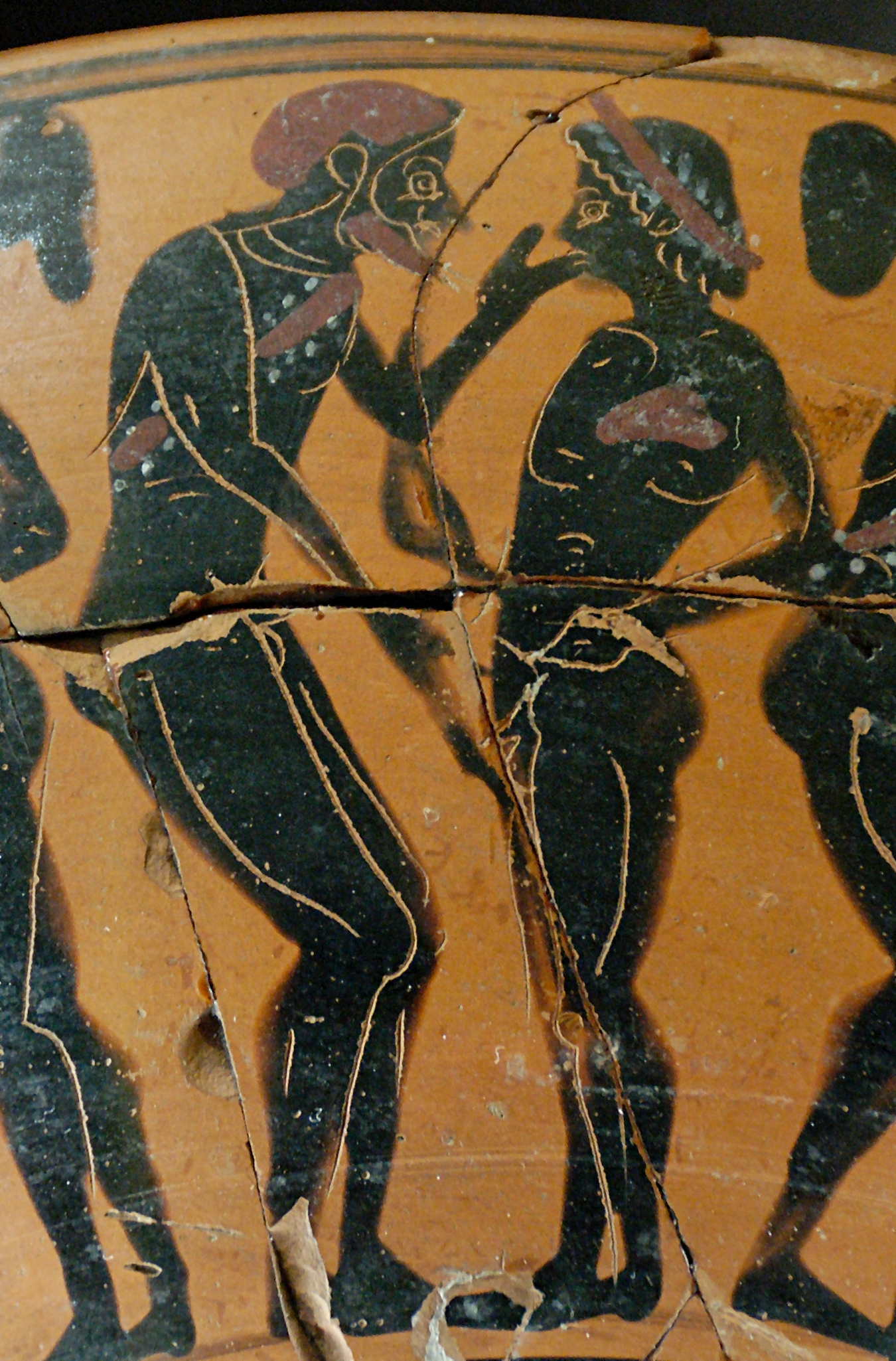
Escena de festeig pederasta. Detall d'un atuell de figures negres de l'Àtica, del

En l'antiguitat clàssica escriptors com Heròdot, Plató, Xenofont, Ateneu i molts altres van explorar els aspectes de l'amor homosexual a l'antiga Grècia. La més estesa forma de relació sexual homosexual es donava entre homes adults i nois adolescents, coneguda com a pederàstia. No és clar com es veien les relacions entre dones en la societat, però n'hi ha exemples tan antics com el de Safo de Lesbos.

### Pederàstia a l'antiga Grècia
La pederàstia grega (del grec παιδεραστία, paiderastia), idealitzada pels grecs des de l'època arcaica, era una relació entre un jove adolescent (ἐρώμενος, erōmenos, 'estimat') i un home adult que no pertanyia a la seva família propera (ἐραστής, erastēs, 'amant'). Sorgí com una tradició aristocràtica educativa i de formació moral. Els grecs la consideraven per això un element essencial de la seva cultura ja des dels temps d'Homer. És important assenyalar que la diferència d'edat entre erōmenos i erastēs és paral·lela a la que es donava entre els membres del matrimoni a l'antiga Grècia: un home en la trentena i una jove d'entre quinze i divuit anys. També cal remarcar que l'erōmenos era un adolescent ja entrat en la pubertat i no un nen, com s'entén en el concepte actual de pederàstia.
El terme deriva de la combinació de dos vocables grecs: παιδ- (arrel de παῖς, pais, παιδός, paidos, 'nen' o 'noi') i ἐραστής (erastēs, 'amant'; cf. erotisme). En un sentit més ampli, la paraula es refereix a l'amor eròtic entre adolescents i homes adults. Els grecs consideraven normal que un home se sentís atret per la bellesa d'un jove, tant o més que per la d'una dona. Només hi havia controvèrsia sobre la forma en què havia d'expressar-se aquest desig.
La pederàstia estava molt relacionada amb la tradició atlètica i artística de la nuesa en la gimnàstica, amb el costum de matrimonis tardans per als homes, amb els banquets i amb el fet que les dones estiguessin recloses a la llar. També era una cosa fonamental per a l'entrenament militar grec i un factor important en la formació de les seves tropes.

### Homosexualitat entre militars

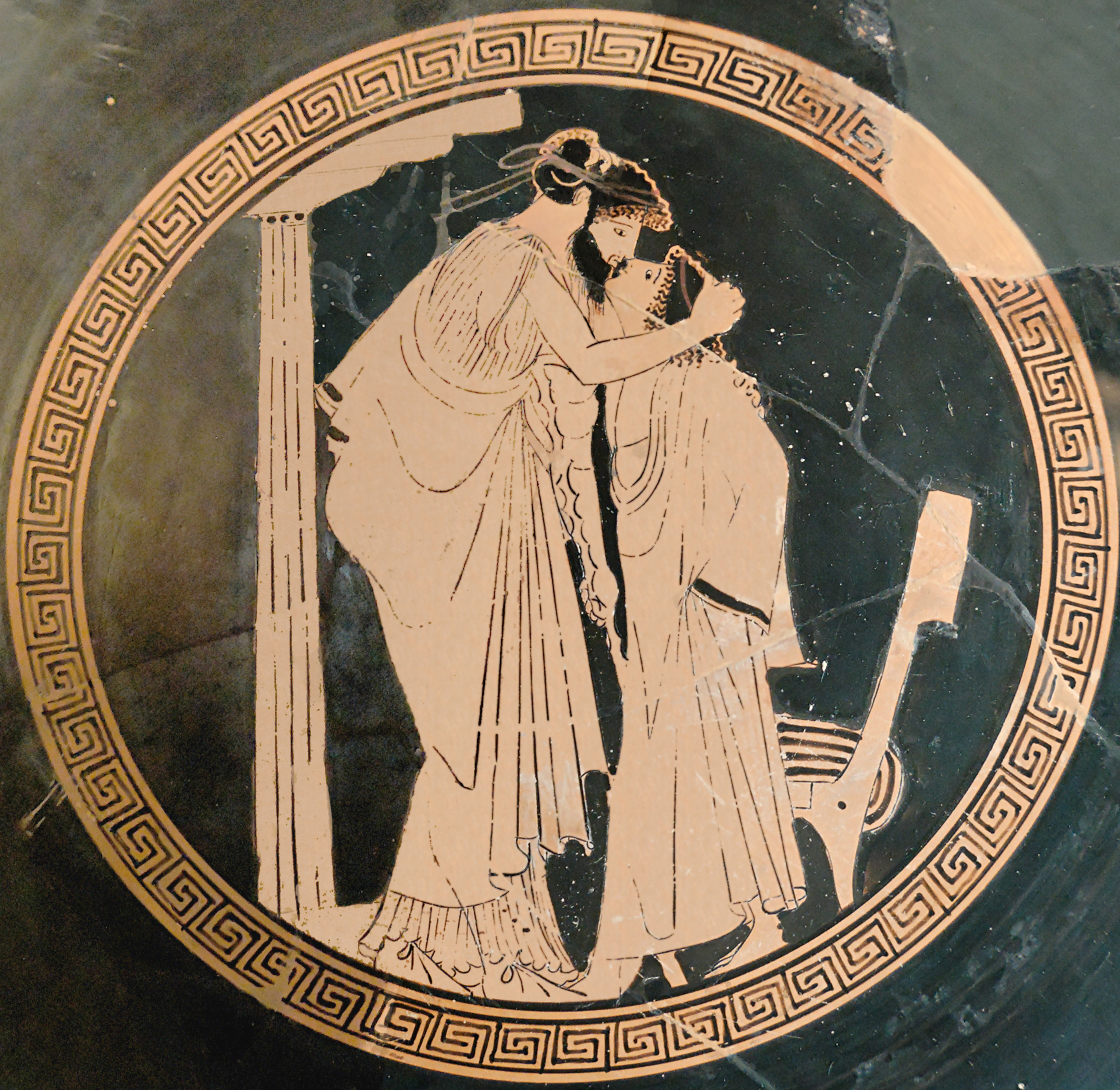
Kylix àtic que representa un amant (ἐραστής) besant el seu amat (ἐρώμενος). Les representacions d'escenes pederàstiques són abundants en l'art grec

Quan es parla de l'homosexualitat en els exèrcits de l'antiga Grècia s'esmenta principalment el Batalló Sagrat de Tebes, però aquest no és l'únic exemple de pràctiques homoeròtiques o homosexuals entre els militars dels exèrcits grecs. Eren utilitzades sovint tant en l'ensinistrament i l'entrenament militar com per mantenir la moral i enfortir els llaços i l'esperit de combat de la tropa en temps de guerra. El Batalló Sagrat de Tebes, una unitat militar separada de la resta i reservada únicament a homes i els seus joves estimats, és normalment considerat el primer exemple de com a l'antiga Grècia s'usava l'amor entre soldats de la tropa per estimular-ne l'esperit combatiu. Els tebans atribuïen al Batalló Sagrat el poder de Tebes durant la generació anterior a la seva caiguda davant Filip II de Macedònia, que va quedar tan impressionat davant del seu valor en combat que manà construir un monument que encara avui es manté en peus al lloc on es van enterrar els soldats. També va criticar durament les opinions que els espartans tenien del batalló. Diu Plutarc en la seva obra Pelòpides:
| « | Morin els qui hagin pogut pensar que entre semblants homes hagi pogut haver-hi res reprensible. | » |
| — |                                                                                                 |   |

En la mateixa obra, Plutarc cita també l'opinió de Pammenes de Tebes:
| « | El Nèstor d'Homer no fou massa hàbil capitanejant un exèrcit quan ordenà que els grecs formessin per tribus (…), doncs va haver d'unir els amants amb els seus estimats. Perquè els homes de la mateixa tribu es valoren molt poc els uns als altres quan el perill aguaita; però un grup cimentat en l'amistat basada en l'amor mai serà separat, doncs, tement l'afront, els amants pels estimats, i aquests per aquells, així perseveren en els perills els uns pels altres. | » |

Aquestes unions estan reflectides en episodis de la mitologia grega, com l'heroica relació entre Aquil·les i Pàtrocle en la Ilíada, en què pel que sembla la seva unió estimulà tant la moral com la valentia. Les unions en l'exèrcit prenien la forma típica de pederàstia, i hi eren escasses les relacions més igualitàries. Aquestes relacions han quedat documentades per molts historiadors grecs i en discursos filosòfics, així com en descortesos esments com en el de Filip II de Macedònia, recollit per Plutarc:
| « | Trobem que la majoria de les nacions guerreres són més addictes a l'amor, com els beocis, els lacedemonis i els cretencs. I entre els més antics herois cap va ser tan amorós com Meleagre, Aquil·les, Aristòmenes, Cimó o Epaminondes; l'últim dels quals va tenir com concubins Asòpic i Cafisodor, que va ser assassinat al costat d'ell en la batalla de Mantinea i jeu enterrat molt proper a ell. | » |
| — | |   |

Durant la Guerra Lelantina entre Eretria i Calcis, abans d'una decisiva batalla els calcidians demanaven ajuda a un guerrer anomenat Cleòmac. Ell va respondre a la seva petició, portant el seu amant perquè observés. Liderant la càrrega contra els eretris, va portar Calcis a la victòria pagant com a preu la seva pròpia vida. Els calcidians li van erigir una tomba al mercat en gratitud i van adoptar la pederàstia.

## Llengua

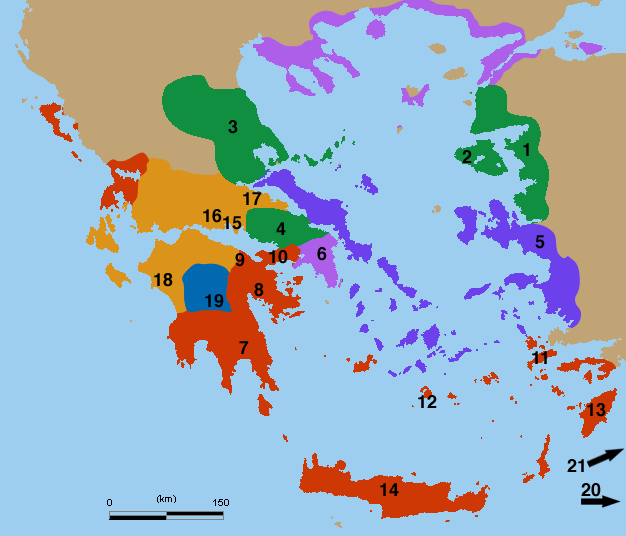
Dialectes del grec antic:
1 a 4: eòlic
5: jònic i 6: àtic
7 a 14: dòric
15 a 18: nord-occidental
19 a 21: arcadoxipriota

El grec antic és el grec que es parlava a la Grècia antiga i a les seves colònies (segles XI aC a III aC). És l'antecessor del grec hel·lenístic o grec koiné (segles iii aC a iii dC).
El grec pertany a la gran família de llengües derivades d'una llengua avantpassada comuna coneguda com a indoeuropeu.
La llengua grega de l'antiguitat es parlava no sols a l'antiga Grècia peninsular, sinó també a les colònies, cosa que va donar lloc als distints dialectes que en coneixem.
La llengua grega tal com la coneixem actualment té l'origen en aquesta època, encara que ha sofert grans transformacions en els seus més de tres mil anys d'història, des del grec micènic de l'edat del bronze fins al grec demòtic contemporani, passant
pel grec hel·lenístic i el grec medieval.

## Art

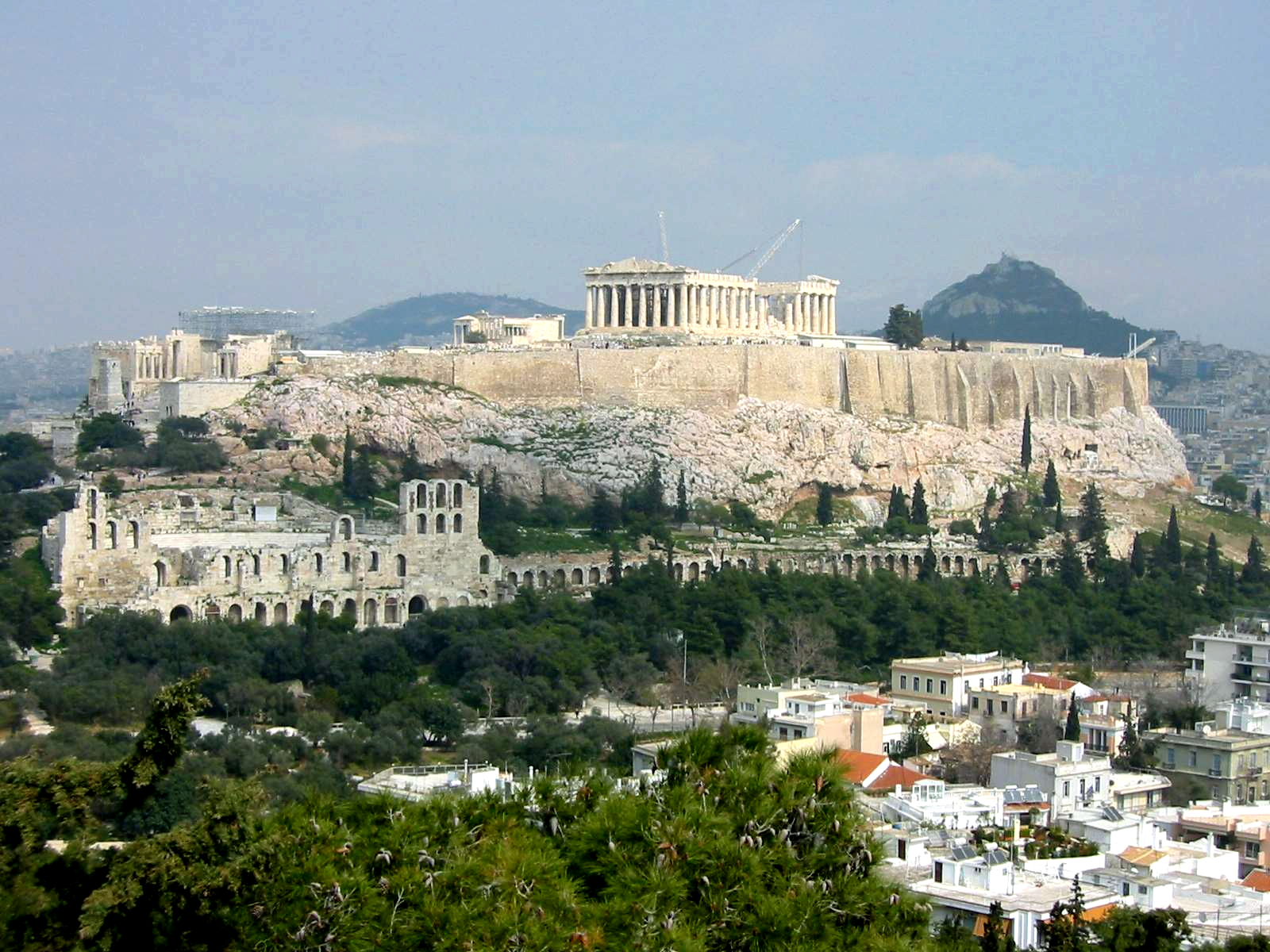
Imatge de l'Acròpoli d'Atenes, coronada pel Partenó

L'art de l'antiga Grècia és l'estil elaborat pels antics artistes grecs, caracteritzat per la recerca de la «bellesa ideal», que recrea el «món ideal» del model platònic, o mitjançant la «imitació de la natura» en el sentit de la mimesi aristotèlica.
La cultura desenvolupada pels antics grecs estableix els fonaments de la cultura occidental. D'aquesta, van sorgir els conceptes i principis de l'art, la filosofia i el saber posterior. L'art grec s'inicia de manera autònoma al final de la civilització micènica, prop del 1100 aC.
Els historiadors d'art defineixen, en general, l'art grec antic com l'art produït a la regió de parla grega entre el segle x aC i el segle I dC i n'exclouen, en general, l'art de les civilitzacions minoica i micènica, que existia entre el segle xv aC i el segle XII aC; tot i que s'hagi tractat de cultures que parlaven el grec, no existeix continuïtat —o n'hi ha molt poca— entre l'art d'aquestes civilitzacions i l'art grec posterior. En lloc de les representacions vegetals naturalistes de l'època micènica, apareixen els dissenys amb línies geomètriques i, només més tard, es torna a la representació d'animals i persones amb formes esquemàtiques. Es va passar per diversos períodes, copiant d'anteriors civilitzacions d'Egipte i Mesopotàmia, però sempre amb creacions noves.
L'Acròpoli d'Atenes és l'acròpoli grega més important. Una gran part dels edificis arquitectònics de què consta es van edificar durant l'època de Pèricles (499-429 aC).
Els pintors i escultors grecs van adquirir la seva tècnica per l'aprenentatge, sovint iniciats pel seu pare i protegits per rics mecenes. Tot i que alguns se'n van tornar famosos i admirats, no tenien el mateix estatut social que els poetes o els dramaturgs de la mateixa època. Només des del període hel·lenístic, després del 320 aC, va ser quan els artistes van començar a ser reconeguts com una categoria social de ple dret.

## Arquitectura

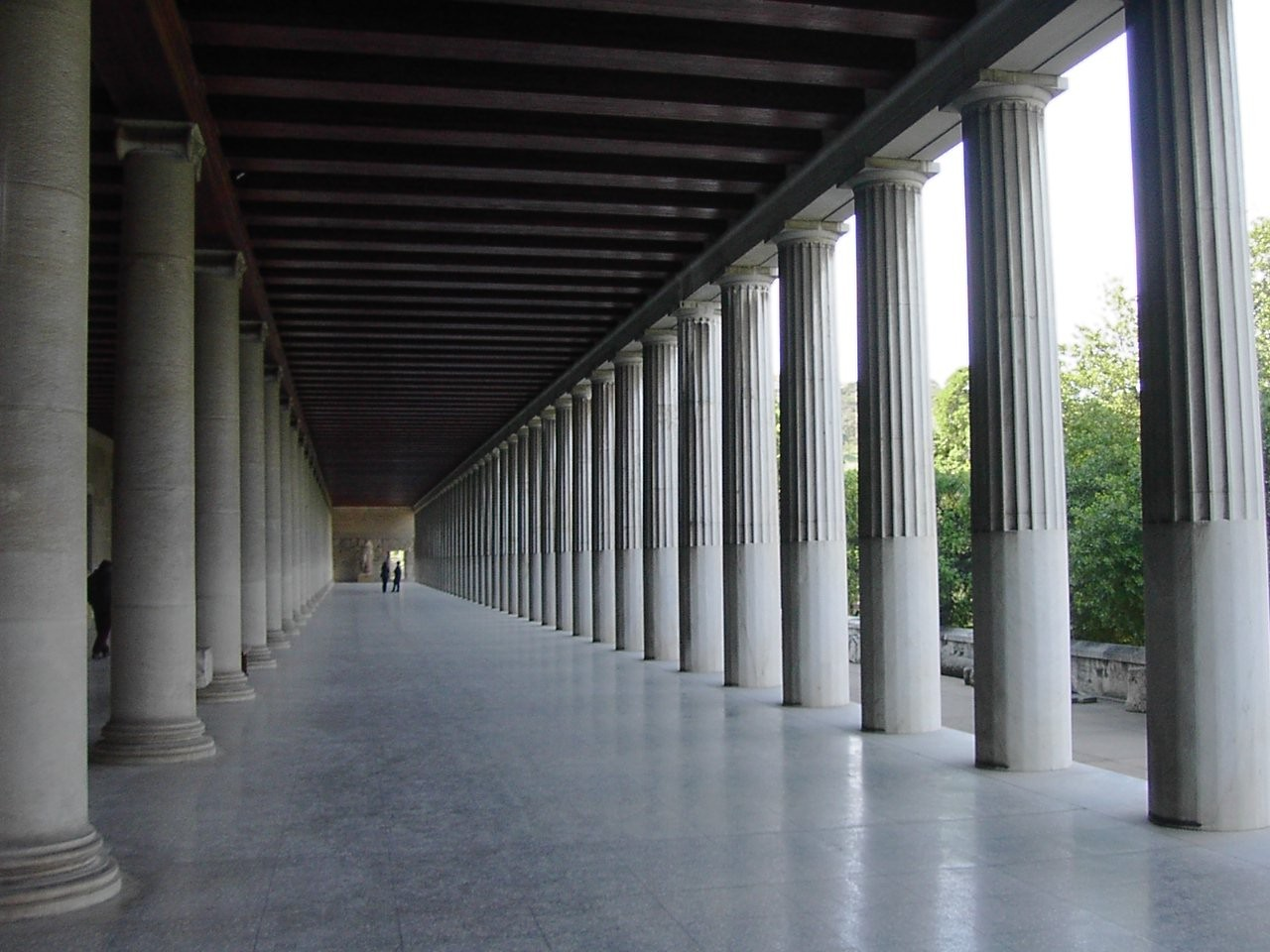
L'estoa d'Àtal II restaurada, a Atenes

L'arquitectura de l'antiga Grècia fixà les bases de l'arquitectura del món occidental durant segles. A grans trets, l'art grec representà una síntesi transformadora, innovadora, dels corrents artístics de la cultura egípcia, del Pròxim Orient i de l'Egeu. Es tracta d'una cultura antropocèntrica que es preocupa per la creació d'un art a la mida humana («l'ésser humà és la mesura de totes les coses», Protàgores).
L'arquitectura grega mostra molt poc d'interès per l'espai interior. Els edificis més importants, els temples, es caracteritzen per la seva gran simplicitat amb només una sala allargada i un pòrtic. Aquesta senzillesa es veu també reflectida en l'estructura, que serà arquitravada sobre columnes.
Els grecs donen un tractament harmònic a tots els edificis, que estan basats en la repetició sistemàtica d'uns elements: la columna i l'entaulament. La forma i disposició d'aquests elements presenta un repertori limitat de variants, que són els anomenats ordres arquitectònics. Així, doncs, ordre és el conjunt de columna (element sustentador) i superestructura (element sostingut). Els ordres es diferencien entre si per la forma de la columna i el capitell, per la disposició de les parts de l'entaulament i les proporcions entre les mides de tots els elements.

## Geografia de l'antiga Grècia

### Nom
El nom de Hellas ('Hèl·lada', del qual deriva hel·lens, el nom amb què s'anomenaven els grecs a si mateixos) corresponia, al començament, a un petit districte de Ftiòtida, a Tessàlia, del qual es va estendre com a denominació de tot Grècia. No obstant això, durant el temps d'Homer, no era comú de la nació grega. Homer anomena els grecs aqueus, dànaus i argius; però, al començament del període històric, el nom ja s'havia estès a tota la nació que es considerava descendent d'un ancestre comú, de nom Hel·len. Qualsevol lloc poblat per grecs era part del món hel·lènic. Hel·las s'utilitzava també per a designar les terres entre el golf d'Ambràcia i l'istme de Corint: Dicearc i Escílax l'anomenaven Hel·las contínua i els historiadors moderns Hel·las pròpia.
Els romans van anomenar el país Grècia (Graecia), i als hel·lens els van dir grecs (graeci). El primer autor conegut que va utilitzar aquesta denominació és Aristòtil, que diu que antigament el poble es deia grec i, més tard, els van dir hel·lens. Es creu que el gentilici grecs fou usat pels habitants de l'oest de Grècia (la Magna Grècia) i fou el primer conegut pels romans, però no s'estengué a tot el poble, sinó que el nom usat a l'est, hel·lens, fou el que predominà. Quan Grècia fou dominada pels romans, la província central es va dir Acaia (Achaia) i no pas Grècia.

### Muntanyes

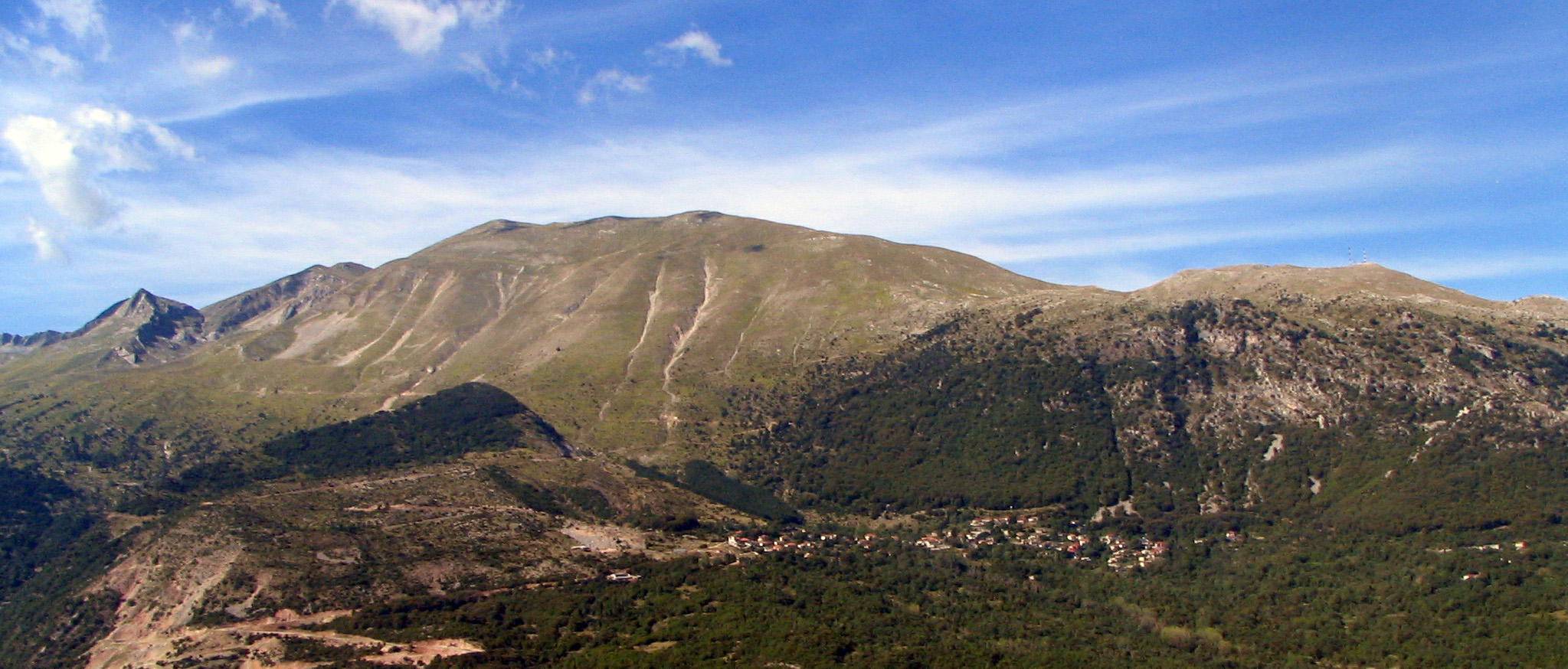
Pindos

El mont Pindos forma la frontera entre Tessàlia i l'Epir. Diverses branques surten de les muntanyes Pindos a la zona del mont Tymphrestos (avui Velukhi); a l'est les dues cadenes d'Otris i Eta cap al mar; a l'oest del Tymphrestos continuen les muntanyes epirotes cap al sud. Al sud del Tymphrestos, la cadena del Pindos es divideix en dues branques: l'una cap al sud-oest, que passa per Etòlia, amb els noms de Còrax i Taphiassos, fins al cap Antirrhion a l'entrada del golf de Corint, a l'altre costat del cap Rhion al Peloponès; l'altra branca, cap al sud-est, passa per Fòcida, Beòcia i Àtica, amb els noms de Parnàs, Helicó, Citeró, i Hymettus, fins a Súnion, la punta sud de l'Àtica, i fins i tot les illes Ceos, Citnos, Serifos i Sifnos són continuació de la cadena. Una altra cadena que surt de l'extrem est de l'Oeta s'estén per la costa de la mar d'Eubea, travessa Lòcrida i Beòcia (amb els noms de Cnemis, Ptoon, i Teumessos) fins que s'uneix a la cadena Parnes, branca lateral del mont Citeró. Al sud del Parnes hi ha la cadena de Pentèlicos, on s'extrau el cèlebre marbre pentèlic.
Des del mont Pindos cap a l'est, es troba la plana de Tessàlia flanquejada per dues cadenes: les muntanyes Cambunies i el mont Otris. Les primeres tenen final a la costa prop del mont Olimp, la muntanya més alta de Grècia, amb uns 2.956 metres, quasi sempre coberta de neu a la part alta. El mont Otris arriba a la mar entre els golfs Pagàsic i Màlic. Al sud de l'Olimp, una cadena de muntanyes primer anomenada Ossa i després Pèlion, corre per la zona costanera paral·lela al Pindos. Tessàlia, tancada per aquestes muntanes, només és accessible al nord per la vall de Tempe, entre l'Olimp i Ossa, per la qual el riu Peneos corre cap a la mar; però, al sud, Tessàlia és oberta al mar i hi forma els dos golfs ja esmentats; Epir, a l'oest de Tessàlia, és completament muntanyós, amb muntanyes que van de nord a sud. A l'illa d'Eubea, les muntanyes són continuació de les cadenes Ossa i Pèlion i es perllonguen cap a Andros, Tenos, Miconos, i Naxos.
Al peu del mont Lacmos, el punt on el Pindos es divideix, neixen quatre rius importants: l'Aoos i l'Haliacmó, que reguen Il·líria i Macedònia; i el Peneu i l'Aqueloos, que reguen Tessàlia i Epir. El riu Aqueloos forma la frontera entre Acarnània i Etòlia, fins a desembocar a la mar Jònica, a l'entrada del golf de Corint.
Al sud del mont Timfrest, Grècia s'arronsa per una espècie d'istme o dos golfs, un a cada costat: el golf d'Ambràcia i el Màlic. Aquest istme separa la península de Grècia central de Tessàlia i l'Epir. La península de Grècia central es divideix en dues parts: a l'oest, Etòlia i Acarnània, muntanyoses com l'Epir; a l'est, les muntanyes formen un pas conegut per les Termòpiles.
Entre el Parnàs i l'Eta, hi ha la plana de Dòrida, on corre el riu Cefís (Beòcia), que desaigua al llac Copais. També rega Beòcia. Àtica té forma triangular, amb la base unida a la terra.
La serralada del Citeró es perllonga a l'est amb el nom de Parnes, arriba al golf de Corint i continua formant el país muntanyós de la Megàrida, on sorgeixen les muntanyes Geraneies, que creuen Megàrida per l'oest fins al golf Sarònic, i l'illa Salamina és continuació de la cadena. Les muntanyes Oneies, paral·leles a les Geraneies, arriben a Corint, amb la fortalesa d'Acrocorint i l'istme de Corint.
Les muntanyes del Peloponès estan desconnectades de les altres muntanyes de Grècia. Sorgeixen a l'Arcàdia, al centre. Al nord, una cadena va cap a l'oest i cap a l'est i acaba en el mont Cyllene (Zýria), de 2.373 m; la punta occidental és l'Erymanthos (Olonos), de 2.224 m i entre aquest i el Cyllene es troben les muntanyes Aroanies (Khelmós), de 2.354 m; la part oriental es perllonga cap al sud, on forma la serralada de l'Artemision (Turníki), de 1.772 m, i Parthenion (Róino), de 1.217 m. La cadena acaba al Parnon. Al sud d'Arcàdia, hi ha una sèrie de muntanyes on neixen els tributaris de l'Alfeios i l'Eurotes; cap al sud-oest, la serralada de Lycaeos (Dhiofórti), de 1.420 m. Des de les muntanyes Lycaeos, una cadena corre al sud i es troba amb l'Erymanthos, fent el límit occidental d'Arcàdia, sense tenir cap nom especial excepte al nord, on és anomenada Pholoë; la part occidental és trencada per l'Alfeios, que corre cap a la mar.
Les altres muntanyes del Peloponès són a Lacònia i Messènia i al sud d'Argòlida, a l'est, a l'Èlide, a l'oest; i a Acaia, al nord. Al sud d'Arcàdia, les muntanyes Taígetos de nord a sud formen el límit entre Messènia i Lacònia, i acaben al cap de Taenarion, l'extrem sud de Grècia i d'Europa. La cadena del Taígetos és la més llarga i alta de la regió i arriba als 2.408 m. Des del mont Parnon, cap al sud-est d'Arcàdia, una cadena corre de nord a sud paral·lela a la costa i a la cadena del Taenaros i acaba al cap de Malea. Entre aquesta cadena del Parnon i la del Taígetos, hi ha la vall de l'Eurotes, on es troba Esparta. Messènia és regada pel Pamís, amb una plana extensa. El riu Neda separa Messènia de l'Èlide, on es troben muntanyes derivades de les d'Arcàdia, però amb força planes, la principal la de Pisa, a la regió del riu Alfeios, i una més al nord, al riu Peneios. Acaia té també una cadena muntanyosa amb planes a la zona costanera i algunes valls. Argòlida, en el seu més ample sentit (entre el golf Sarònic i el golf Argòlid), té una cadena muntanyosa amb abundància de planes.

### Rius
Al nord de Grècia el Peneu, l'Aqueloos, l'Evenos (a Etòlia, paral·lel a l'Aquelos), l'Esperqueu, el Cefís, l'Asop, l'Ilisos (a Àtica), l'Alfeios, l'Eurotes (a Lacònia), el Pamís (a Messènia) i el Peneu del Peloponès.

### Llacs
Els llacs són a Tessàlia (Nessonis i Bebeida), a Etòlia (Tricònida), a Beòcia (Copaida) i a Arcàdia (l'Estimpalis i altres de menors).

### Volcans i terratrèmols
Algunes zones presenten rastres d'activitat volcànica: aigües calentes a les Termòpiles, a Aedepsos (Eubea) i a la península de Methana, entre altres llocs. A l'illa de Tera, es troba el volcà més important, on es va produir una gran erupció el 1650.
Els terratrèmols són freqüents especialment al Peloponès. Un terratrèmol molt greu es va produir el 464 aC, amb milers de morts. Algunes ciutats han estat destruïdes per terratrèmols, com Hèlice i Bura a Acaia. El 1817, la ciutat de Vostitza (antiga Aegion) fou quasi destruïda.